# Liste der Kulturdenkmale in Chemnitz-Hilbersdorf
In der Liste der Kulturdenkmale in Chemnitz-Hilbersdorf sind die Kulturdenkmale des Chemnitzer Stadtteils Hilbersdorf verzeichnet, die bis Februar 2022 vom Landesamt für Denkmalpflege Sachsen erfasst wurden (ohne archäologische Kulturdenkmale). Die Anmerkungen sind zu beachten.
Diese Aufzählung ist eine Teilmenge der Liste der Kulturdenkmale in Chemnitz.

## Liste der Kulturdenkmale in Chemnitz-Hilbersdorf
| Bild                                    | Bezeichnung | Lage                                                  | Datierung | Beschreibung | ID       |
| --------------------------------------- | --- | ----------------------------------------------------- | --- | --- | -------- |
|                                         | Denkmalschutzgebiet Chemnitz-Hilbersdorf (Vorschlag) | (Hilbersdorf) (Karte)                                 | Um 1900 | Denkmalschutzgebiet Chemnitz-Hilbersdorf (Vorschlag) | 09247520 |
| Weitere Bilder                          | Bahnbetriebswerk Hilbersdorf, Rangierbahnhof Hilbersdorf (Sachgesamtheit) | An der Dresdner Bahnlinie 130c (Karte)                | 19./20. Jahrhundert | Sachgesamtheit Bahnbetriebswerk Hilbersdorf mit folgenden Einzeldenkmalen: - Zwei Ringlokschuppen einschließlich Drehscheiben, Verwaltungsgebäude, Werkstattanbau, Sozialgebäude, Besandungsanlage, Kohlehochbunker, drei Stellwerken, Ausschlackanlage mit Wasserkran, Seilablaufanlage mit Spanntürmen und Kohlekran „Findeisen“ (siehe 09202724) - sowie fünf Eisenbahnpersonenwagen des Typs Bghw, Wagengattungs-Nr. 0192 (siehe 09247776) - und Rangierbahnhof Hilbersdorf mit folgenden Einzeldenkmalen: Seilablaufanlage mit Reiterstellwerk, Spanntürmen, Maschinenhaus und Zugwagen sowie Güterschuppen mit Rampe zur Ladestraße, Pflasterung der Ladestraße Beeindruckende Gesamtanlagen, alle mit dem Dampflokbetrieb in Zusammenhang stehenden Vorgänge sind hier noch erfahrbar, besonders bemerkenswert die Besandungsanlage und der Kohlebunker, zudem die in Deutschland einzige noch vorhandene Seilablaufanlage, verkehrs- und technikgeschichtliche Denkmale von herausragender Bedeutung, Seltenheitswert, Bedeutung für die Volksbildung | 09302635 |
| Weitere Bilder                          | Fünf Eisenbahnpersonenwagen des Typs Bghw, Wagengattungs-Nr. 0192 (Einzeldenkmale der Sachgesamtheit 09302635) | An der Dresdner Bahnlinie 130c (Karte)                | 1965–1973 | Einzeldenkmale der Sachgesamtheit Bahnbetriebswerk Hilbersdorf; technikgeschichtlich bedeutend durch Seltenheit und Vollständigkeit | 09247776 |
| Weitere Bilder                          | Bahnbetriebswerk mit zwei Ringlokschuppen einschließlich Drehscheiben, Verwaltungsgebäude, Werkstattanbau, Sozialgebäude, Besandungsanlage, Kohlehochbunker, drei Stellwerken, Ausschlackanlage mit Wasserkran, Seilablaufanlage mit Spanntürmen und Kohlekran „Findeisen“ (Einzeldenkmale der Sachgesamtheit 09302635) | An der Dresdner Bahnlinie 130c (Karte)                | 1899–1900 (Lokschuppen); 1950er Jahre (Drehscheibe); um 1930 (kleineres Stellwerk); 1950er Jahre? (Reiterstellwerk)                                                                    | Einzeldenkmale der Sachgesamtheit Bahnbetriebswerk Hilbersdorf und Rangierbahnhof Hilbersdorf; beeindruckende Gesamtanlage, alle mit dem Dampflokbetrieb in Zusammenhang stehenden Vorgänge sind hier noch erfahrbar, besonders bemerkenswert die Besandungsanlage, der Kohlehochbunker und die Seilablaufanlage mit noch vorhandenen Zugwagen, Maschinenhaus und Spanntürmen und Reiterstellwerk, Güterschuppen mit Rampe zur Ladestraße, Pflasterung der Ladestraße, verkehrs- und technikgeschichtliche Denkmale von herausragender überörtlicher Bedeutung | 09202724 |
| Direkt Bild zu diesem Denkmal hochladen | Dampflokomotive 50 3648-8 | An der Dresdner Bahnlinie 130c (Karte)                | 1941 ausgeliefert | Im Eigentum des heutigen Sächsischen Eisenbahnmuseums auf dem Gelände des ehemaligen Bahnbetriebswerkes Hilbersdorf bzw. Rangierbahnhofs Hilbersdorf, Zeugnis des Lokomotivbaus, verkehrs- und technikgeschichtlich von Bedeutung | 09307300 |
| Direkt Bild zu diesem Denkmal hochladen | Verbrennungstriebwagen Baureihe VT 18.16 mit Triebkopf 175 005 und 175 006 sowie Mittelwagen 175 305 | An der Dresdner Bahnlinie 130c (Karte)                | 1960er Jahre | Dauerleihabe im heutigen Sächsischen Eisenbahnmuseum e. V. auf dem Gelände des ehemaligen Bahnbetriebswerkes Hilbersdorf bzw. Rangierbahnhofs Hilbersdorf, Zeugnis des DDR-Fahrzeugbaus, eisenbahn- und technikgeschichtliche Bedeutung | 09307306 |
| Weitere Bilder                          | Mauer und Keller | An der Dresdner Bahnlinie 130c (gegenüber) (Karte)    | Um 1900 | Bruchsteinerne Mauer mit Portal, vermutlich Zugang zu einem Keller, ortsgeschichtlich von Bedeutung | 09202693 |
|                                         | Mietshaus in offener Bebauung mit Vorgarten | Cäcilienstraße 3 (Karte)                              | 1909 | Schlichter Mietshausbau, weitestgehend original erhalten, schöne Wandkacheln mit Drachenmotiv im Eingangsbereich, baugeschichtlich von Bedeutung | 09202652 |
|                                         | Mietshaus in offener Bebauung mit Vorgarten | Cäcilienstraße 4 (Karte)                              | 1909 | Schlichte Fassadengliederung, Ziergiebel mit Fachwerkmotiven, original erhaltene Fenster mit bunten Gläsern, baugeschichtlich von Bedeutung | 09202651 |
|                                         | Mietshaus in halboffener Bebauung mit Vorgarten | Cäcilienstraße 9 (Karte)                              | 1912 | Qualitätvolle, symmetrisch angelegte Fassade mit repräsentativem Eingang, von Bedeutung für das Straßenbild, weitestgehend original erhalten, baugeschichtlich von Bedeutung | 09202653 |
|                                         | Wohnhaus mit Garten, Einfriedung und Pergola | Cäcilienstraße 10 (Karte)                             | Bezeichnet mit 1927 | Kubischer Baukörper, Fassaden streng im Stil der klassischen Moderne gestaltet, um die Ecke greifende Fenster lösen die Baukörperkanten auf, baugeschichtlich von Bedeutung | 09202655 |
|                                         | Mietshaus mit Vorgarten und Einfriedung | Cäcilienstraße 11 (Karte)                             | 1912 | Abwechslungsreich und repräsentativ gestaltetes Mietshaus, mit seiner durch Erker, Loggien, turmartige Aufbauten und neoklassizistische Stilmotive gegliederten Straßenfassade von Bedeutung für die Cäcilienstraße, original erhaltene Putzhaut, baugeschichtlich von Bedeutung | 09202654 |
|                                         | Mietshaus in vormals geschlossener Bebauung | Dresdner Straße 106 (Karte)                           | 1906 | Aufwendig und reich gestaltete Mietshausfassade, Formensprache weist bereits Formen des Jugendstils auf, baugeschichtlich von Bedeutung | 09202579 |
| Weitere Bilder                          | Villa (Dresdner Straße 125) und Remisengebäude (Wilhelm-Weber-Straße 1a), Villengarten und Einfriedung | Dresdner Straße 125 (Wilhelm-Weber-Straße 1a) (Karte) | Bezeichnet mit 1873 | Sehr gut erhaltener monumentaler Villenbau, massiv aus großen Porphyrblöcken errichtet, mit klassizistischem Dekor, in städtebaulich wichtiger Ecklage, baugeschichtlich von Bedeutung | 09202581 |
|                                         | Mehrfamilienhaus in offener Bebauung | Dresdner Straße 128 (Karte)                           | 1930er Jahre | Schlichtes, aber qualitätvolles Mietshaus im Stil der 1930er Jahre, original erhalten, zusammengehörig mit Hans-Link-Straße 1 und 3, baugeschichtlich von Bedeutung | 09202576 |
| Direkt Bild zu diesem Denkmal hochladen | Wohnhaus in offener Bebauung, Toreinfahrt, rückwärtiges Nebengebäude und Gartenterrasse | Dresdner Straße 133 (Karte)                           | 1867 | Im gotisierenden Stil errichtetes Wohnhaus unweit des ehemaligen Dostschen Steinbruchs an der Dresdner Straße mit markantem Nebengebäude aus Porphyrquadern, errichtet vom Steinbruchbesitzer Ehregott Herrmann Dost, kleiner terrassenartiger Sitzplatz an der straßenseitigen Grundstücksgrenze, baugeschichtlich und ortsgeschichtlich von Bedeutung. Bereits seit Mitte des 16. Jahrhunderts wurde im Zeisigwald, einem Waldgebiet im Nordosten der Stadt Chemnitz Porphyrtuff abgebaut. Mit zunehmendem Bedarf an Baumaterial entwickelte sich das nahe gelegene ehemalige Bauerndorf Hilbersdorf im 19. Jahrhundert durch den vermehrten Abbau des Porphyrtuffs zu einem Zentrum des Steinmetzhandwerks. Das beliebte Baumaterial wurde fortan nicht nur im Kirchenbau oder für Bildwerke verarbeitet, sondern vor allem für den Industrie- und Wohnungsbau nach Chemnitz geliefert. Einer der Steinbruchbesitzer in Hilbersdorf war der Steinmetz Ehregott Herrmann Dost, der 1867 für sich und seine Familie an der Dresdner Straße ein Wohnhaus errichten ließ. Das zweigeschossige, im gotisierenden Stil errichtete verputzte Wohnhaus besteht in seinem Kernbau aus Porphyrquadermauerwerk, ein Erweiterungsbau von 1884 wurde in Ziegelmauerwerk ausgeführt. Der flache Mittelteil der dreiteiligen Hauptfassade besitzt einen leicht eingerückten Turm, den einst ein Zinnenkranz bekrönte. Die flankierenden überhöhten Gebäudeteile sind mit markanten Stufengiebeln gestaltet und im Bereich des Turms, an den Giebelseiten und der Rückseite des Gebäudes befinden sich gotisierende Fenstergewände. Im Inneren des Gebäudes haben sich Teile der originalen Ausstattung erhalten, dazu gehören der Terrazzofußboden und steinerne Ecktischchen im Eingangsbereich, ein Terrazzofußboden im Entre, Terrazzo-Wandverkleidungen, eine mit Holz verkleidete Bogenarchitektur, das Treppenhaus sowie originale Zimmertüren und Reste von Farbfassungen. Das rückwärtige Nebengebäude besteht ebenfalls aus Porphyrtuffquadern. Es besitzt einen ungewöhnlichen Grundriss mit extrem spitz zulaufender westlicher Gebäudeecke. Der zweigeschossige Bau mit profilierten Fenstergewänden und Flachdach diente vermutlich als Werkstatt mit Wohnbereich. Bauzeitlich sind ebenfalls die aus zwei Torpfeilern bestehende Toreinfahrt und der kleine terrassenartige Sitzplatz aus Porphyrtuff an der südwestlichen Grundstücksgrenze. Letzterer unterstreicht auch im Außenraum den gestalterischen Anspruch des Bauherrn. Aufgrund ihres weitgehend originalen Bauzustands besitzen beide Gebäude baugeschichtliche Bedeutung. Als Wohnhaus des Hilbersdorfer Steinbruchbesitzers Dost ist ihm zudem ein ortsgeschichtlicher Wert beizumessen. | 09306912 |
|                                         | Villa | Dresdner Straße 138 (Karte)                           | Um 1930 | Traditionalistischer Bau mit außergewöhnlichem Vorbau und originaler Innenausstattung, baugeschichtlich von Bedeutung | 09202577 |
|                                         | Villa mit Vorgarten | Dresdner Straße 140 (Karte)                           | 1869 | In der zweiten Hälfte des 19. Jahrhunderts errichtete Villa, 1908 im Reformstil umgebaut unter Beibehaltung von Teilen der einstigen Innenausstattung, nach 1945 Nutzung als Kindergarten, baugeschichtlich von Bedeutung | 09202578 |
|                                         | Villa mit Vorgarten | Dresdner Straße 147 (Karte)                           | Bezeichnet mit 1888 | Kleiner gründerzeitlicher Wohnbau mit architektonisch anspruchsvoller Ziegel- und Porphyrfassade, Neorenaissancemotive, baugeschichtlich von Bedeutung | 09202703 |
| Weitere Bilder                          | Villa, Nebengebäude und Remisengebäude, mit Vorgarten | Dresdner Straße 152 (Karte)                           | Um 1870 | Herausragender, original erhaltener Villenbau im Stil der Neorenaissance, sehr repräsentativ gestaltet und völlig unverändert erhalten, baugeschichtlich von Bedeutung | 09202574 |
| Weitere Bilder                          | Mietshaus in Ecklage in offener Bebauung, mit Vorgarten | Dresdner Straße 154 (Karte)                           | 1911 | Imposanter Bau in städtebaulich wichtiger Situation mit straßenbildprägendem Erker, im Reformstil der Zeit um 1910, baugeschichtlich von Bedeutung | 09202575 |
| Direkt Bild zu diesem Denkmal hochladen | Pichhaus und Brauereikeller der ehemaligen Waldschlößchen-Brauerei | Dresdner Straße 168 (Karte)                           | Um 1860 | Das Pichhaus als einziger baulich erhaltener Zugang zu den großflächig erhaltenen, zwei Stockwerke tief liegenden Brauereikelleranlagen auf dem Areal der ehemaligen Waldschlösschen-Brauerei, einstiger Brauereibesitzer Carl Heinrich Weber, baugeschichtlich und ortsgeschichtlich von Bedeutung. Seit 1830 findet der an der Dresdner Straße und am nördlichen Rand des Zeisigwaldes gelegene „Schiefer´sche Gasthof“ seine Erwähnung. Carl-Heinrich Weber aus Rabenstein, der bereits einen der nahe gelegenen Steinbrüche betrieb, kaufte 1852 die Gaststätte mit Grund und Boden. Nachdem seitens der Stadt keine Bedenken gegenüber der Errichtung einer Bierbrauerei in Hilbersdorf erhoben wurden, entstand wohl ab 1857 gegenüber der Gaststätte ein Brauereikomplex mit großen, zwei Stockwerke tiefen Brauereikellern. Um 1865 übertrug Weber seinem Sohn Wilhelm Gaststätte und Brauerei. Wohl bis zum Beginn des Ersten Weltkrieges wurde in der Waldschlösschen-Brauerei noch Bier gebraut, später wechselten Nutzungen und Gewerbe. Die Gaststätte wurde 1945 bei einem Bombenangriff zerstört und die Gebäude nach langem Leerstand 2012 abgebrochen. Das Pichhaus und die beeindruckenden, zwei Stockwerke tiefen weiträumigen Brauereikelleranlagen unter den ehemaligen Brauereigebäuden entlang der Dresdner Straße, westlich des Pichhauses und im rückwärtigen Brauereiareal haben sich jedoch bis heute erhalten und zeugen von der Bierbrauerei in Hilbersdorf. Aus diesem Grunde ist ihnen eine baugeschichtliche, ortsgeschichtliche und industriegeschichtliche Bedeutung zuzuschreiben. | 09202580 |
| Weitere Bilder                          | Ehemalige Städtische Nervenheilanstalt (Sachgesamtheit), Nervenklinik und Kinderklinik des Klinikums Chemnitz | Dresdner Straße 178 (Waldschlößchenstraße 3) (Karte)  | 1905 (Krankenhaus); 1928–1931 (Kinderklinik) | Sachgesamtheit ehemalige Städtische Nervenheilanstalt, mit folgenden Einzeldenkmalen: - ehemaliges Wohnstallhaus, Stallgebäude, Erweiterungsbau und Kinderklinik (siehe 9202705) - Direktorenvilla (siehe Dresdner Straße 180, 09202718) - Ärztewohnhaus (siehe Waldschlößchenstraße 3, 09202656) - weiterhin gärtnerisch gestaltete Freiflächen und Alleen (Gartendenkmal) - sowie weitere Nebengebäude und Einfriedung zur Dresdner Straße (als Sachgesamtheitsteile) Historisch bedeutsame Gesamtanlage mit bemerkenswerten Einzelbauten, entwickelt aus einer landwirtschaftlichen Gutsanlage, wertvoll besonders der Festsaal im Erweiterungsbau und der Bau der Kinderklinik, ortsgeschichtlich von Bedeutung- | 09302617 |
| Weitere Bilder                          | Ehemaliges Wirtschaftsgebäude des Bauernhofes Aurich (später Verwaltungsgebäude - Haus 1), zwei Klinikgebäude aus der Gründungszeit der Nervenheilanstalt (Haus 2 und 5), Erweiterungsbau von 1908/10 (Haus 11 und 12) und ehemalige Kinderklinik (Haus 8 und 9), Einzeldenkmale der Sachgesamtheit 09302617            | Dresdner Straße 178 (Karte)                           | Bezeichnet mit 1861 (Wohnstallhaus); 1903–1905 (zwei Klinikgebäude – Häuser 2 und 5); 1905 (Erweiterungsbau mit Festsaal – Häuser 11 und 1); 1928–1931 (Kinderklinik – Häuser 8 und 9) | Einzeldenkmale der Sachgesamtheit ehemalige Städtische Nervenheilanstalt; historisch bedeutsame Gesamtanlage mit bemerkenswerten Einzelbauten, entwickelt aus einer landwirtschaftlichen Gutsanlage, wertvoll besonders der Festsaal im Erweiterungsbau und der Bau der Kinderklinik, ortsgeschichtlich von Bedeutung | 09202705 |
| Weitere Bilder                          | Direktorenvilla der ehemaligen städtischen Nervenheilanstalt (Einzeldenkmal der Sachgesamtheit 09302617) | Dresdner Straße 178 (bei) (Karte)                     | 1905 | Einzeldenkmal der Sachgesamtheit ehem. Städtische Nervenheilanstalt; bemerkenswerter, gut erhaltener Villenbau, qualitätvoller Vertreter der Reformarchitektur um 1910, Funktionszusammenhang mit dem benachbarten Krankenhaus, baugeschichtlich von Bedeutung | 09202718 |
| Weitere Bilder                          | Wohnhaus in offener Bebauung, mit Remisengebäude und Stützmauer | Dresdner Straße 230 (Karte)                           | 1869 | Neogotisches Wohnhaus aus Porphyrquadern mit Kontor und Schmiede nahe dem benachbarten Steinbruch, errichtet vom Obermeister der Chemnitzer Steinmetzinnung Friedrich Ernst Otto, baugeschichtlich und ortsgeschichtlich von Bedeutung. Mit dem Abbau des Porphyrtuffs im Zeisigwald bildete sich im 19. Jahrhundert im ehemaligen Bauerndorf Hilbersdorf, das 1904 nach Chemnitz eingemeindet wurde, ein Zentrum des Steinmetzhandwerks heraus. Der Hilbersdorfer Porphyrtuff wurde als Baumaterial vor allem nach Chemnitz für den Industrie- und Wohnungsbau geliefert. 1869 errichtete der Obermeister der Steinmetzinnung Friedrich Ernst Otto, der auch als Nachfolger der Familie Findewirth den benachbarten Poprhyrbruch betrieb, das zweigeschossige Wohnhaus aus Porphyrtuffquadern. Der Bau erstreckt sich auf einem hohen Sockel über L-förmigem Grundriss und besitzt ein Satteldach. Die Giebelseiten werden durch gotisierende Strebepfeiler und Fenstergewände gestalterisch hervorgehoben. Im Keller des Gebäudes waren die Schmiede und die Essensstube für die Arbeiter untergebracht. Im Erdgeschoss befanden sich Kontor und Wohnung, im Obergeschoss zwei weitere Wohnungen. Zum nördlichen Hauptzugang des Gebäudes führt eine in Porphyrtuff gearbeitete Freitreppe, deren Brüstungsmauer aus neogotischen Bogenöffnungen besteht. Das winklig zum Wohnhaus stehende eingeschossige Remisengebäude und die nordöstliche zum Steinbruch führende Stützmauer wurden ebenfalls aus Porphyrquadern errichtet. Beide Gebäude und die Mauer besitzen aufgrund ihres weitgehend originalen Bauzustands eine baugeschichtliche Bedeutung. Im Zusammenhang mit der 1797 gegründeten Steinmetzinnung ist ihnen zudem ein ortsgeschichtlicher Wert beizumessen. | 09202704 |
| Weitere Bilder                          | Stützmauern mit Stützbögen (Teufelsbrücken) | Dresdner Straße 230 (neben) (Karte)                   | 1880er Jahre | Böschungsmauern, die die beidseits eines Hohlweges sich auftürmenden Halden der angrenzenden Porphyr-Steinbrüche sichern, Stützbögen (aus Ziegel und Porphyr) verstärken die Sicherheit zusätzlich, baugeschichtlich und ortsgeschichtlich von Bedeutung. Der Zugang zum ehemaligen Ratssteinbruch, vormals Findewirth´scher Steinbruch, war nur über den Hohlweg möglich. Auf Grund der ständig zunehmenden Unfälle beim Passieren war der Besitzer des Bruches gezwungen, den Zugang zu sichern. Die Stützmauern wurden entsprechend der Entwicklung des Steinabbaus von Norden nach Süden in zwei Abschnitten errichtet. Während der ersten Bauphase wurden die Mauern verstärkt durch Porphyrverstrebungen, während der zweiten Bauphase durch Ziegelsegmentbögen. Diese spätere zusätzliche Verstärkung der Stützmauern durch die Anlage von Pfeilern und Segmentbögen wurde vermutlich durch ein Nachgeben der Mauern erforderlich. Die Pfeilervorlagen wurden ohne Verband zu den Stützmauern vorgesetzt. In Höhe der heutigen Teufelsbrücke ist in einem Lagenplan von 1871 und 1888 eine „Brücke“ quer über den Weg eingezeichnet. Die Bezeichnung Teufelsbrücke ist im Volksmund entstanden, obwohl das heutige Bauwerk keine Brücke ist. Wahrscheinlich ist, dass sie auf die Benennung der hölzernen Brücke durch die Arbeiter im Steinbruch zurückgeht. Als Grabenverbau und Zugang zum Steinbruchbetrieb besitzen die sogenannten Teufelsbrücken baugeschichtliche und ortsgeschichtliche Bedeutung. | 09202713 |
| Weitere Bilder                          | Stützmauer und ehemaliges Remisengebäude | Dresdner Straße 234 (Karte)                           | 19. Jahrhundert | Imposante, ca. 3-4 m hohe Quadermauer aus Porphyrtuff, die den Weg zu den Rats-Steinbrüchen begleitet, auf der Rückseite im Hof ehemaliges Remisengebäude aus Porphyrquadern, vermutlich einem ehemaligen Steinmetzbetrieb zugehörig, ortsgeschichtlich von Bedeutung | 09202708 |
| Weitere Bilder                          | Zwei Eisenbahnbrücken über die Emilienstraße mit begleitender Böschungsmauer | Emilienstraße (Karte)                                 | 1864 | Östlich der Zufahrt zum RAW gelegenes, beeindruckendes, weitestgehend authentisch erhaltenes Ensemble von in der Höhe und Alter differierenden Beton-Segmentbogenbrücke und Naturstein-Rundbogenbrücke zwei nebeneinander verlaufender Nebengleise, baugeschichtlich und technikgeschichtlich Bedeutung | 09205024 |
| Weitere Bilder                          | Sechs Hallenbauten als Teil eines ausgedehnten Werkskomplexes des ehemaligen Reichsbahnausbesserungswerkes (RAW) | Emilienstraße 45 (Karte)                              | 1869 (Gründung des RAW); 1876 (Halle 51); 1894 (Halle 56); 1915 (Halle 4); 1921 (Halle 2)                                                                                              | Eine der großen Anlagen dieser Art in Deutschland, bemerkenswertes Ensemble von großen Hallenbauten verschiedener Epochen und Konstruktionsweisen, die sich nach ihrer Dachkonstruktion wie folgt klassifizieren: - Stahlfachwerkkonstruktion (Polonceau-Binder – alt Halle 61), nicht als Denkmal ausgewiesen - Stahlbeton-Binder mit parabelförmig gekrümmtem Obergurt (Halle 4 – alt Halle 13) - Pfettendachkonstruktion mit mehrfachem Sprengwerk und als Zangen ausgebildeten Spannriegeln (Halle 44) - freitragende Betonbinder (Halle 61a) - verschiedene Holzbinderkonstruktionen (Halle 2 und 10 – alt Hallen 60, 27 und 26a) Sehr guter Erhaltungszustand, wertvolle Zeugnisse der Entwicklung des Industriebaus zwischen 1870 und 1940, herausragende verkehrshistorische und technikgeschichtliche Bedeutung. | 09202725 |
|                                         | Gedenkstein | Emilienstraße 45 (vor) (Karte)                        | 1960er Jahre | Gedenkstein zum Gedenken an die sowjetischen Zwangsarbeiter im ehemaligen Reichsbahnausbesserungswerk Chemnitz, von geschichtlicher Bedeutung | 09305702 |
| Weitere Bilder                          | Villa (Nr. 50) mit Remise (Nr. 52), Nebengebäude und Garten mit Brunnenschale | Emilienstraße 50, 52 (Karte)                          | 1909 | Stattliches, repräsentatives Villenanwesen mit hochwertiger Innenausstattung, baugeschichtlich von Bedeutung | 09202657 |
|                                         | Mietshaus in offener Bebauung in Ecklage, mit Vorgarten | Florastraße 12a (Karte)                               | Ende 19. Jahrhundert | Fein gegliederte, gründerzeitliche Klinkerfassade in originalem Zustand, Bau liegt in städtebaulich wichtiger Situation und bildet eine gestalterische Einheit mit den Gebäuden Ludwig-Richter-Straße 11/13 und 15/17, baugeschichtlich von Bedeutung | 09202572 |
|                                         | Mietshaus in halboffener Bebauung, mit Vorgarten | Florastraße 14 (Karte)                                | Bezeichnet mit 1896 | Schlichter, gründerzeitlicher Wohnhausbau, baugeschichtlich von Bedeutung | 09202698 |
|                                         | Wohnhaus ehemals in halboffener Bebauung | Florastraße 25 (Karte)                                | Um 1860 | Bildete ehemals mit Nr. 27 ein Doppelwohnhaus (dieses vor 2002 abgebrochen), schlichtes, kleines Wohnhaus, Putzfassade, Zeugnis einer frühen Bebauung des Viertels und auf Grund seiner weitestgehend erhaltenen Originalsubstanz von ortsentwicklungsgeschichtlicher Bedeutung | 09202573 |
| Weitere Bilder                          | Gedenkstein (Anton-Günther-Stein) | Flügel D (Karte)                                      | Bezeichnet mit 1938 | Gedenkstein für den erzgebirgischen Mundartdichter Anton Günther, gesetzt vom Erzgebirgsverein Chemnitz 1938, ortsgeschichtlich von Bedeutung | 09202712 |
| Weitere Bilder                          | Zwei Gebäude (Nr. 22 und Nr. 24–30) und Garten einer ehemaligen Stiftung (Eugen-Esche-Stiftung) | Forststraße 22, 24, 26, 28, 30 (Karte)                | 1905 | Qualitätvolle Wohnbauten eines von Eugen Esche gegründeten Stiftes, abwechslungsreiche Putzbauten mit Klinkerflächen und charakteristischen Fachwerkelementen, baugeschichtlich und ortsgeschichtlich von Bedeutung | 09202660 |
| Weitere Bilder                          | Gasthof, Remise sowie Gartenhaus (Zeisigwaldschänke) | Forststraße 100 (Karte)                               | 1899 | Original erhaltener Waldgasthof mit ländlichen Stilelementen wie Fachwerk und Verbretterungen, ortsgeschichtlich von Bedeutung. Im Zusammenhang mit der Umgestaltung des Zeisigwaldes zum Waldpark errichtete die Chemnitzer „Aktien-Lagerbier-Brauerei“ das Ausflugslokal „Zeisigwaldschänke“, die sich bei der Chemnitzer Bevölkerung stets großer Beliebtheit erfreute. Der Zeisigwald, ursprünglich bis ins 15. Jahrhundert als „Kaiserforst“ bezeichnet, war schon sehr zeitig Holz- und Steinlieferant von Chemnitz. Der dort gewonnene Porphyrtuff findet sich heute noch an vielen Bauten der Stadt und ihrer Umgebung. Mit der Industrialisierung und der damit einher gehenden Umweltbelastung und den am Ende des 19. Jahrhunderts überbelegten Mietshausquartieren verspürten die Stadtbewohner immer mehr das Bedürfnis, sich außerhalb der Städte in natürlicher Umgebung bei frischer Luft aufzuhalten und auch Sport zu treiben. In diesem Zusammenhang entstanden unzählige Ausflugslokale, Wanderhütten, Luftbäder und Sportplätze. Die Zeisigwaldschänke ist ein typisches Beispiel dieses Trends. In den letzten Jahren denkmalgerecht saniert, erhielt die durch Leerstand stark geschädigte Ausflugsgaststätte ihr ursprüngliches Erscheinungsbild und ihre Anziehungskraft auf die Chemnitzer Bevölkerung wieder. Die Entscheidung für einen Fachwerkbau ist zum einen eine bewusste Entscheidung zu heimatlichem Bauen, zugleich orientieren sich diese Bauten im „Schweizer Stil“ tatsächlich an Schweizer Architektur, der durch den aufkommenden Alpentourismus um 1900 sehr populär war. Seit jüngster Zeit steht neben dem Ausflugslokal ein ungewöhnliches, an eine Kapelle erinnerndes Gartenhaus, welches aus dem Villengrundstück Zeisigwaldstraße 76 in Chemnitz transloziert wurde und einen neuen Standort neben dem Ausflugslokal fand. Auch dieses Gartenhaus wurde denkmalgerecht saniert. Es handelt sich um ein ungewöhnliches Gartenhaus, welches nach einem Einzelentwurf entstand. Es ist in Größe und handwerklicher Qualität äußerst selten, wenn nicht singulär. Sowohl das Ausflugslokal als auch die Gartenlaube sind denkmalwürdig aufgrund ihrer baugeschichtlichen und baukünstlerischen Bedeutung. Das Ausflugslokal hat zudem auch eine große stadt- und sozialgeschichtliche Bedeutung. | 09202709 |
|                                         | Gast- und Ballhaus Neu-Hilbersdorf mit Saalanbau und Einfriedung | Frankenberger Straße 31 (Karte)                       | 2. Hälfte 19. Jahrhundert, Umbau um 1910 (Gasthaus); um 1910 (Ballsaal) | Qualitätvolle, straßenbildprägende Baukörper, Gebäudekomplex von ortsgeschichtlichem Wert | 09202637 |
| Weitere Bilder                          | Villa mit Vorgarten | Frankenberger Straße 33 (Karte)                       | Um 1890 | Schlichter, aber qualitätvoller Villenbau, weitestgehend original erhalten, baugeschichtlich von Bedeutung | 09202640 |
| Weitere Bilder                          | Mietshaus in halboffener Bebauung in Ecklage, mit Vorgarten | Frankenberger Straße 35 (Karte)                       | Bezeichnet mit 1891 | Original erhaltener gründerzeitlicher Klinkerbau in städtebaulich markanter Situation, baugeschichtlich von Bedeutung | 09202639 |
| Weitere Bilder                          | Mietshaus in halboffener Bebauung | Frankenberger Straße 39 (Karte)                       | Um 1880 | Schlichter Putzbau mit gliedernden Porphyrelementen, weitestgehend original erhalten, baugeschichtlich von Bedeutung | 09202638 |
|                                         | Mietshaus in halboffener Bebauung in Ecklage, mit Vorgarten zur Orthstraße | Frankenberger Straße 49 (Karte)                       | 1908 | Repräsentativer spätgründerzeitlicher Etagenwohnbau in städtebaulich bedeutsamer Situation, in gutem Zustand, ehemals Postamt, baugeschichtlich von Bedeutung | 09202635 |
|                                         | Mietshaus in halboffener Bebauung in Ecklage, mit Vorgarten zur Orthstraße | Frankenberger Straße 51 (Karte)                       | Um 1905 | Bemerkenswerter, repräsentativ gestalteter Etagenwohnbau in beherrschender städtebaulicher Situation, im Erdgeschoss Flora-Apotheke, baugeschichtlich von Bedeutung | 09202636 |
|                                         | Wohnhaus in ehemals geschlossener Bebauung | Frankenberger Straße 60 (Karte)                       | Um 1870 | Einfaches Wohnhaus, klassizistisch anmutend, charakteristisch für die frühe vorstädtische Wohnbebauung an der Ausfallstraße, baugeschichtlich von Bedeutung | 09202632 |
|                                         | Mietshaus in geschlossener Bebauung | Frankenberger Straße 76 (Karte)                       | 1925 | Zurückhaltender Mietsbau mit sparsamem neobiedermeierlichem Dekor, anschließend an einheitlich gestaltete Wohnanlage Nr. 78–86, weitestgehend original erhalten, baugeschichtlich von Bedeutung | 09202715 |
| Weitere Bilder                          | Wohnanlage, bestehend aus sechs Mietshäusern in geschlossener Bebauung | Frankenberger Straße 78, 80, 82, 82a, 84, 86 (Karte)  | Um 1925 | Schlichte Mietsbauten der 1920er Jahre, qualitätvolle Gestaltung, wirkungsvolle Akzentuierung des geneigten Straßenverlaufs, städtebaulich und baugeschichtlich von Bedeutung | 09202714 |
|                                         | Mietshaus in geschlossener Bebauung | Frankenberger Straße 88 (Karte)                       | Um 1925 | Schlichter Mietsbau der 1920er Jahre, weitestgehend original, vermittelnd zwischen den jeweils einheitlich gestalteten Wohnanlagen Nr. 76–86 und 90–94, baugeschichtlich von Bedeutung | 09202634 |
| Weitere Bilder                          | Wohnanlage, bestehend aus drei Mietshäusern in geschlossener Bebauung | Frankenberger Straße 90, 92, 94 (Karte)               | Um 1925 | Einfache Mietsbauten mit sparsamem expressionistischem Dekor, städtebaulich wirksame straßenbegleitende Anlage, baugeschichtlich von Bedeutung | 09202633 |
|                                         | Mietshaus in geschlossener Bebauung | Frankenberger Straße 102 (Karte)                      | Um 1930 | Putzfassade, Teil einer zeitgleichen und gestalterisch ähnlichen Zeilenbebauung, baugeschichtlich von Bedeutung | 09247686 |
|                                         | Wohnhaus in offener Bebauung | Frankenberger Straße 127 (Karte)                      | Um 1890 | Schlichter gründerzeitlicher Wohnbau, weitgehend original erhalten, baugeschichtlich von Bedeutung | 09202643 |
|                                         | Wohnhaus in offener Bebauung | Frankenberger Straße 129 (Karte)                      | Bezeichnet mit 1890 | Original erhaltener gründerzeitlicher Putzbau mit steinernen Gliederungselementen, straßenbildprägender Dacherkergiebel, baugeschichtlich von Bedeutung | 09202647 |
| Weitere Bilder                          | Schule | Frankenberger Straße 130 (Karte)                      | 1874 | Schlichter, monumentaler, gründerzeitlicher Putzbau auf Sockel, in prominenter städtebaulicher Lage oberhalb der Straße und neben der Kirche, ortsgeschichtlich von Bedeutung | 09202649 |
| Weitere Bilder                          | Trinitatiskirche Chemnitz-Hilbersdorf mit Kirchhof (Sachgesamtheit) | Frankenberger Straße 132 (Karte)                      | 1866 (Kirchweihe) | Sachgesamtheit Trinitatiskirche Chemnitz-Hilbersdorf mit Kirchhof, mit folgenden Einzeldenkmale: Kirche, Friedhofskapelle, Einfriedung, einige Grabmale sowie Kriegerdenkmal für die Gefallenen des Ersten Weltkrieges (siehe 09202648), weiterhin dem Kirchhof (Gartendenkmal) als Sachgesamtheitsteil. Auf einer Anhöhe stehende, weithin sichtbare Kirche mit markantem Turm, im Rundbogenstil des 19. Jahrhunderts, schöne alte, terrassierte Friedhofsanlage mit interessanten Grabmälern und prächtiger Kapelle, ortsgeschichtlich, ortsbildprägend und baugeschichtlich von Bedeutung. | 09302648 |
| Weitere Bilder                          | Trinitatiskirche mit Ausstattung, Friedhofskapelle, Einfriedung und einige Grabmale sowie Kriegerdenkmal für die Gefallenen des Ersten Weltkrieges (Einzeldenkmale der Sachgesamtheit 09302648) | Frankenberger Straße 132 (Karte)                      | 1866 (Kirche); spätes 15. Jahrhundert (Schnitzrelief); 1678 (Altarkruzifix); Mitte 18. Jahrhundert (Taufe); um 1870 (Feierhalle)                                                       | Einzeldenkmale der Sachgesamtheit Trinitatiskirche Chemnitz-Hilbersdorf mit Kirchhof; auf einer Anhöhe stehende, weithin sichtbare Kirche mit markantem Turm, im Rundbogenstil des 19. Jahrhunderts, schöne alte, terrassierte Friedhofsanlage mit interessanten Grabmälern und prächtiger Kapelle, ortsgeschichtlich, ortsbildprägend und baugeschichtlich von Bedeutung | 09202648 |
| Weitere Bilder                          | Pfarramt (ehemalige Schule) in offener Bebauung | Frankenberger Straße 134 (Karte)                      | 1864 | In unmittelbarer Nähe zur Kirche befindliches Haus, schlichter Putzbau mit sehr phantasievollen, von Steinmetzen geschaffenen Porphyrgewänden, entstand als zweites Schulhaus von Hilbersdorf, ortshistorisch und baugeschichtlich von Bedeutung | 09202645 |
| Weitere Bilder                          | Friedenseiche mit Gedenkstein | Frankenberger Straße 147 (Karte)                      | Bezeichnet mit 1871 | In Erinnerung an den Deutsch-Französischen Krieg gepflanzter Friedensbaum, geschichtlich von Bedeutung | 09247688 |
| Weitere Bilder                          | Elektrizitätswerk des Rangierbahnhofes Chemnitz-Hilbersdorf | Frankenberger Straße 153a (Karte)                     | Um 1900 | Eigens für die Beleuchtung des Rangierbahnhofes errichtetes Elektrizitätswerk, wichtiges technikgeschichtliches Zeugnis des Eisenbahnknotens Chemnitz, anspruchsvoll gestaltete Backsteinbauten, erweitert um die Betonkonstruktion der 1920er Jahre, wichtiges technikgeschichtliches Zeugnis des Eisenbahnknotens Chemnitz | 09202769 |
| Weitere Bilder                          | Häuslerhaus | Frankenberger Straße 156 (Karte)                      | 1. Drittel 19. Jahrhundert | Original erhaltenes Häuslerhaus, von ortshistorischem Wert als Rest der ursprünglich dörflichen Bebauung von Hilbersdorf, baugeschichtlich von Bedeutung | 09202646 |
| Weitere Bilder                          | Vierseithof mit Wohnstallhaus, Scheune, Stallgebäude und späterem Seitengebäude | Frankenberger Straße 164 (Karte)                      | Bezeichnet mit 1832 (Wohnstallhaus); um 1880 (Seitengebäude und Scheune) | Bemerkenswerte, geschlossen erhaltene Hofanlage, Wohnhaus mit sichtbarer Fachwerkkonstruktion, baugeschichtlich von Bedeutung | 09202650 |
| Weitere Bilder                          | Mietshaus in halboffener Bebauung | Friedrich-Naumann-Straße 1 (Karte)                    | Um 1905 | Original erhaltener Putzbau, bemerkenswerter Dacherker mit Zierfachwerk, baugeschichtlich von Bedeutung | 09302938 |
|                                         | Mietshaus in geschlossener Bebauung konzipiert | Friedrich-Naumann-Straße 2 (Karte)                    | Um 1905 | Original erhaltener schlichter Putzbau, bemerkenswerter Dacherker mit Zierfachwerk, baugeschichtlich von Bedeutung | 09302939 |
| Weitere Bilder                          | Mietshaus in geschlossener Bebauung, in Ecklage | Friedrich-Naumann-Straße 2a (Karte)                   | Um 1905 | Weitestgehend original erhaltener gründerzeitlicher Klinkerbau in städtebaulich markanter Situation mit prägendem Eckerker, baugeschichtlich von Bedeutung | 09202679 |
|                                         | Mietshaus in geschlossener Bebauung konzipiert | Friedrich-Naumann-Straße 4 (Karte)                    | Ende 19. Jahrhundert | Interessant gegliederte gründerzeitliche Klinkerfassade mit gut erhaltenen porphyrnen Gliederungselementen, baugeschichtlich von Bedeutung | 09202678 |
|                                         | Mietshaus in geschlossener Bebauung | Friedrich-Naumann-Straße 10 (Karte)                   | Ende 19. Jahrhundert | Ausgewogen gegliederte gründerzeitliche Klinkerfassade, weitestgehend original erhalten, Bestandteil der Randbebauung des Scharnhorstplatzes, städtebaulich und baugeschichtlich von Bedeutung | 09202682 |
|                                         | Mietvilla mit Garten | Gellertstraße 7 (Karte)                               | Bezeichnet mit 1900 | Repräsentative Villa mit neogotischen Stilelementen, original erhalten, baugeschichtlich von Bedeutung | 09202587 |
|                                         | Mietshaus ehemals in geschlossener Bebauung | Gellertstraße 8 (Karte)                               | 1913 | Weitgehend original erhaltener Mietshausbau, Gestaltung der Fassade typisch für die Zeit um 1910, baugeschichtlich von Bedeutung | 09202586 |
|                                         | Mietshaus in geschlossener Bebauung | Gneisenaustraße 3 (Karte)                             | 1905 | Reich gegliederter gründerzeitlicher Putzbau mit original erhaltenen Baudetails wie Erker, Zwerchgiebel, Fachwerk, baugeschichtlich von Bedeutung | 09202684 |
|                                         | Mietshaus in geschlossener Bebauung mit Vorgarten | Gneisenaustraße 4 (Karte)                             | 1910 | Einfacher Etagenwohnbau mit vertikal akzentuierter Fassadengestaltung, baugeschichtlich von Bedeutung | 09202508 |
|                                         | Mietshaus in geschlossener Bebauung | Gneisenaustraße 5 (Karte)                             | Um 1900 | Großes, repräsentatives Mietshaus, original erhaltene Klinkerfassade mit steinernen Gliederungselementen, städtebaulich bedeutsam, da abschließende Bebauung eines gründerzeitlichen Platzes (Scharnhorstplatz), baugeschichtlich von Bedeutung | 09202507 |
|                                         | Mietshaus in geschlossener Bebauung mit Vorgarten | Gneisenaustraße 6 (Karte)                             | 1912 | Geschlossene Mietshausbebauung an einem kleinen Schmuckplatz, gut erhaltene Innenausstattung, städtebaulich von Bedeutung an einer Straßenbiegung stehend, baugeschichtlich von Bedeutung | 09247635 |
|                                         | Mietshaus in geschlossener Bebauung mit Vorgarten | Gneisenaustraße 7 (Karte)                             | 1910 | Einfacher Etagenwohnbau, ausgewogene Fassadengliederung, baugeschichtlich von Bedeutung | 09202511 |
|                                         | Mietshaus in geschlossener Bebauung mit Vorgarten | Gneisenaustraße 8 (Karte)                             | 1910 | Schlichter Etagenwohnbau mit markanten gestalterischen Details, weitestgehend original, baugeschichtlich von Bedeutung | 09202510 |
|                                         | Mietshaus in geschlossener Bebauung mit Vorgarten | Gneisenaustraße 9 (Karte)                             | 1910 | Einfacher Mietsbau mit ausgewogener Fassadengliederung, baugeschichtlich von Bedeutung | 09202509 |
|                                         | Mietshaus in geschlossener Bebauung in Ecklage, mit Vorgarten | Gneisenaustraße 10 (Karte)                            | 1914 | Schlichter, jedoch anspruchsvoll gestalteter, die Ecksituation wirksam akzentuierender Etagenwohnbau, Kachelschmuck und Stuckdecke im Inneren, baugeschichtlich von Bedeutung | 09202513 |
| Weitere Bilder                          | Mietshaus in geschlossener Bebauung in Ecklage, mit Vorgarten | Gneisenaustraße 11 (Karte)                            | 1911 | Einfacher Putzbau mit qualitätvoller Fassadengliederung in bemerkenswerter städtebaulicher Situation, baugeschichtlich von Bedeutung | 09202512 |
|                                         | Grenzsteine | Grenzweg (Karte)                                      | 1782 | Vermutlich insgesamt sieben Natursteine mit Sachsenschwertern, trennten den Zeisigwald in Gemarkung Chemnitz und Gemarkung Flöha, ortsgeschichtlich von Bedeutung | 09202720 |
|                                         | Kriegerdenkmal für die Gefallenen des Ersten Weltkriegs | Grenzweg (Karte)                                      | 1925 | Ehrenmal für die Gefallenen des 15. Königlich Sächsischen Infanterie-Regiments Nr. 181 im Ersten Weltkrieg, entworfen von Architekt Heinrich Straumer (Berlin), ortsgeschichtlich und künstlerisch von Bedeutung. Hirsch-Torso nach Sturmschaden eingelagert (Stand Mai 2018). | 09202719 |
|                                         | Mietshaus in Ecklage | Hainstraße 125 (Karte)                                | Anfang 20. Jahrhundert | Gründerzeitliche Klinkerfassade mit interessanten Gliederungselementen, in städtebaulich bedeutender Eckposition, baugeschichtlich von Bedeutung | 09202583 |
|                                         | Polizeigebäude sowie Einfriedungsmauer (Landespolizeidirektion, Kriminalpolizeiinspektion und Polizeirevier Chemnitz-Ost) | Hainstraße 142 (Karte)                                | 1938 | Original erhaltener Gebäudekomplex, bestehend aus Verwaltungs- und Funktionsgebäuden, im Heimatstil der 1930er Jahre, von baugeschichtlichem, ortshistorischem, landesgeschichtlichem und städtebaulichem Wert | 09300762 |
|                                         | Mehrfamilienhaus (zwei Eingänge) in offener Bebauung | Hans-Link-Straße 1, 3 (Karte)                         | 1930er Jahre | Schlichte, aber qualitätvolle Mietshauszeile im Stil der 1930er Jahre, unverändert erhalten, zusammengehörig mit Dresdner Straße 128, baugeschichtlich von Bedeutung | 09202588 |
|                                         | Mietshaus in halboffener Bebauung mit Vorgarten | Helmholtzstraße 17 (Karte)                            | 1912 | Schlichter Mietshausbau, von städtebaulicher Bedeutung für die Ecksituation Helmholtzstraße/Terrassenstraße, gestalterische Einheit mit Nr. 19, im Reform- und Heimatstil der Zeit um 1910, von städtebaulicher Bedeutung | 09247898 |
| Weitere Bilder                          | Mietshaus in geschlossener Bebauung in Ecklage mit Vorgarten (bauliche Einheit mit Terrassenstraße 28) | Helmholtzstraße 19 (Karte)                            | 1912 | Städtebaulich wichtiger Putzbau, bildet gestalterische Einheit mit Helmholtzstraße 17 und Terrassenstraße 26/28, im Reform- und Heimatstil der Zeit um 1910, städtebaulich von Bedeutung | 09247893 |
|                                         | Mietshaus in geschlossener Bebauung mit Vorgarten und Einfriedung | Helmholtzstraße 35 (Karte)                            | Um 1925 | Schlichter, jedoch anspruchsvoll gestalteter Etagenwohnbau, zusammengehörig mit Nr. 37 und 39, baugeschichtlich von Bedeutung | 09246153 |
|                                         | Mietshaus in geschlossener Bebauung mit Vorgarten und Einfriedung | Helmholtzstraße 37 (Karte)                            | Um 1925 | Schlichter, jedoch anspruchsvoll gestalteter Wohnbau, zusammengehörig mit Nr. 35 und 39, baugeschichtlich von Bedeutung | 09245147 |
|                                         | Mietshaus in geschlossener Bebauung mit Vorgarten und Einfriedung | Helmholtzstraße 39 (Karte)                            | Um 1925 | Schlichter, jedoch anspruchsvoll gestalteter Wohnbau, zusammengehörig mit Nr. 35 und 37, baugeschichtlich von Bedeutung | 09242763 |
|                                         | Mietshaus in geschlossener Bebauung mit Vorgarten und Einfriedung | Helmholtzstraße 46 (Karte)                            | Um 1925 | Qualitätvoller Etagenwohnbau mit neobiedermeierlichem Dekor, zusammengehörig mit Nr. 48 und 50, baugeschichtlich von Bedeutung | 09209921 |
|                                         | Mietshaus in geschlossener Bebauung mit Vorgarten und Einfriedung; | Helmholtzstraße 48 (Karte)                            | Um 1925 | Qualitätvoller Etagenwohnbau mit neobiedermeierlichem Dekor, zusammengehörig mit Nr. 46 und 50, baugeschichtlich von Bedeutung | 09209917 |
|                                         | Mietshaus in geschlossener Bebauung mit Vorgarten und Einfriedung | Helmholtzstraße 50 (Karte)                            | 1925 | Qualitätvoller Etagenwohnbau mit neobiedermeierlichem Dekor, zusammengehörig mit Nr. 46 und 48, baugeschichtlich von Bedeutung | 09209913 |
|                                         | Mietshaus in geschlossener Bebauung in Ecklage, mit Vorgarten an der Zeißstraße | Helmholtzstraße 52 (Karte)                            | Um 1910 | Schlichter Putzbau in bedeutender städtebaulicher Lage, originale Treppenausmalung, baugeschichtlich von Bedeutung | 09209719 |
| Direkt Bild zu diesem Denkmal hochladen | Kühllagerhaus mit Anbauten | Hilbersdorfer Straße 4 (Karte)                        | 1953–1954 (Kühlhaus); 1963–1964 (Anbau Tiefkühllager) | Mächtiger, mehrgeschossiger Stahlbetonskelettbau mit klassizistischer Fassade, abgesehen von schmalen Fensteröffnungen im Mezzaningeschoss fast fensterlos und lediglich durch Lisenen optisch gegliedert, weiterhin direkt an den Kernbau anschließendes eingeschossiges Kühllager, Maschinenhaus und Laderampenüberdachungen. Der DDR-Typenbau gehört zu den letzten vier erhaltenen von ursprünglich zwölf baugleichen Exemplaren. Industriegeschichtlich, wirtschaftsgeschichtlich und baugeschichtlich von Bedeutung. | 09304593 |
|                                         | Villa und Einfriedungsmauer | Hilbersdorfer Straße 23 (Karte)                       | Um 1863 | Repräsentative Villa in gründerzeitlich-klassizistischem Stil, streng gegliedert, baugeschichtlich von Bedeutung | 09202662 |
|                                         | Mietshaus in halboffener Bebauung konzipiert, mit Vorgarten | Hilbersdorfer Straße 25 (Karte)                       | Bezeichnet mit 1892 | Aufwendig gestalteter gründerzeitlicher Klinkerbau mit reichem Bauornament in Porphyr, baugeschichtlich von Bedeutung | 09202667 |
|                                         | Mietshaus in geschlossener Bebauung konzipiert, mit Vorgarten | Hilbersdorfer Straße 29 (Karte)                       | Bezeichnet mit 1900 | Interessant gegliederter, gründerzeitlicher Klinkerbau, original erhalten, baugeschichtlich von Bedeutung | 09202663 |
|                                         | Mietshaus in geschlossener Bebauung in Ecklage, mit Vorgarten | Hilbersdorfer Straße 30 (Karte)                       | 1906 | Reich gestalteter Putzbau mit aufwendig gearbeiteten Porphyrelementen, in städtebaulich markanter Lage, baugeschichtlich von Bedeutung | 09202661 |
|                                         | Mietshaus in geschlossener Bebauung in Ecklage, mit Vorgarten | Hilbersdorfer Straße 32 (Karte)                       | 1907 | Qualitätvoller gründerzeitlicher Etagenwohnbau mit straffer, schmuckreicher Fassadengliederung, baugeschichtlich von Bedeutung. Repräsentatives Mietshaus, um 1900 erbaut. Viergeschossig mit ausgebautem Mansarddach, turmartiger Überhöhung des Eckbereiches mit beidseitiger barockisierender Bekrönung. Originalputz nur im Erdgeschoss verloren. Fensterumrahmungen in heimischem Porphyrtuff. Zeitgenössischer Laden an der Hausecke. Im Eingangsvestibül vermutlich Malereien. Zum Zeitpunkt der Denkmalausweisung weitgehend original erhalten. Hieraus und aus der Tatsache, dass das Gebäude die typische Bauweise der Jahrhundertwende repräsentiert, leitet sich der baugeschichtliche Wert des Hauses ab. Durch seine dominante Lage erhält es zudem städtebauliche Bedeutung. | 09202674 |
|                                         | Fabrikgebäude (zwei Hausnummern), ehemals Firma Haasemann | Hilbersdorfer Straße 33, 33a (Karte)                  | Ende 19. Jahrhundert | Mächtiger, klar gegliederter Putzbau mit Klinkerelementen, technikhistorisch und baugeschichtlich von Bedeutung | 09202665 |
|                                         | Mietshauszeile in geschlossener Bebauung mit Vorgarten | Hilbersdorfer Straße 34, 36, 38 (Karte)               | Um 1930 | Schlichte Putzbauten, klare strenge Gliederung der Fassadenabfolge durch vorspringende Altane, siehe auch unter Margaretenstraße 43 und Klarastraße 44, baugeschichtlich von Bedeutung | 09202666 |
|                                         | Mietshaus in geschlossener Bebauung in Ecklage mit Vorgarten | Hilbersdorfer Straße 40 (Karte)                       | 1909 | Zurückhaltend gegliederter Putzbau in städtebaulich wichtiger Lage | 09202664 |
|                                         | Mietshaus in geschlossener Bebauung mit Vorgarten | Hilbersdorfer Straße 42 (Karte)                       | 1908 | Qualitätvoller Mietwohnbau mit neogotischer Bekrönung, baugeschichtlich von Bedeutung | 09202673 |
| Weitere Bilder                          | Wohnhaus in offener Bebauung | Hilbersdorfer Straße 43 (Karte)                       | 2. Drittel 19. Jahrhundert | Einfacher ländlicher Wohnbau, typisch für Bebauung in Hilbersdorf vor der Urbanisierung, im Obergeschoss Fachwerk teilweise erhalten, baugeschichtlich von Bedeutung | 09202669 |
|                                         | Mietshaus in geschlossener Bebauung mit Vorgarten | Hilbersdorfer Straße 44 (Karte)                       | 1907 | Einfacher Etagenwohnbau, ausgewogene Gliederung, qualitätvolle Details, baugeschichtlich von Bedeutung | 09202672 |
|                                         | Mietshaus in geschlossener Bebauung mit Vorgarten | Hilbersdorfer Straße 46 (Karte)                       | 1907 | Einfacher Mietwohnbau mit ausgewogener Fassadengliederung, qualitätvolle Details, baugeschichtlich von Bedeutung | 09202671 |
|                                         | Mietshaus in geschlossener Bebauung mit Vorgarten | Hilbersdorfer Straße 48 (Karte)                       | 1908 | Mietsbau mit ausgewogener Fassadengliederung, qualitätvolle Details, baugeschichtlich von Bedeutung | 09202670 |
|                                         | Mietshaus in geschlossener Bebauung in Ecklage mit Vorgarten | Hilbersdorfer Straße 52 (Karte)                       | 1910 | Schlichter Mietsbau, qualitätvolle Details, bedeutsame städtebauliche Situation, baugeschichtlich von Bedeutung | 09202668 |
| Weitere Bilder                          | Wohnhaus in offener Bebauung | Hilbersdorfer Straße 55 (Karte)                       | Mitte 19. Jahrhundert | Kleines schlichtes Wohnhaus, Zeuge einer frühen, ländlichen Bebauung in Hilbersdorf, baugeschichtlich von Bedeutung | 09202477 |
|                                         | Mietshaus in geschlossener Bebauung in Ecklage mit Vorgarten | Hilbersdorfer Straße 56 (Karte)                       | Anfang 20. Jahrhundert | Gründerzeitlicher Klinkerbau in städtebaulich wichtiger Lage, weitgehend original erhalten, baugeschichtlich von Bedeutung | 09202478 |
| Weitere Bilder                          | Übernachtungsgebäude des Rangier- und Güterbahnhofs Hilbersdorf, in offener Bebauung | Hilbersdorfer Straße 57 (Karte)                       | Ende 19. Jahrhundert | Einfacher, aber qualitätvoller Klinkerbau mit symmetrischer Fassadengliederung, originaler Erhaltungszustand, ortsgeschichtlich, baugeschichtlich und verkehrsgeschichtlich von Bedeutung | 09202476 |
|                                         | Mietshaus in geschlossener Bebauung mit Vorgarten | Hilbersdorfer Straße 58 (Karte)                       | Um 1905 | Einfacher Etagenwohnbau mit ausgewogener Fassadengliederung, weitestgehend original, baugeschichtlich von Bedeutung | 09202480 |
|                                         | Mietshaus in geschlossener Bebauung mit Vorgarten | Hilbersdorfer Straße 60 (Karte)                       | Um 1905 | Einfacher Etagenwohnbau mit qualitätvoller Fassadengestaltung, weitestgehend original, baugeschichtlich von Bedeutung | 09202479 |
|                                         | Mietshaus in geschlossener Bebauung mit Vorgarten | Hilbersdorfer Straße 62 (Karte)                       | Um 1905 | Einfacher, jedoch anspruchsvoll gestalteter und gut erhaltener Etagenwohnbau, baugeschichtlich von Bedeutung | 09202486 |
|                                         | Mietshaus in geschlossener Bebauung mit Vorgarten | Hilbersdorfer Straße 64 (Karte)                       | 1905 | Zeittypisches Wohnhaus in Klinkermischbauweise von städtebaulichem Wert, baugeschichtlich von Bedeutung | 09247789 |
| Weitere Bilder                          | Mietshaus in geschlossener Bebauung mit Vorgarten | Hilbersdorfer Straße 66 (Karte)                       | 1905 | Qualitätvoller Etagenwohnbau, bemerkenswerte gestalterische Details, baugeschichtlich von Bedeutung | 09202484 |
|                                         | Mietshaus in geschlossener Bebauung mit Vorgarten | Hilbersdorfer Straße 70 (Karte)                       | 1905 | Anspruchsvoll gestalteter Etagenwohnbau, weitestgehend original erhalten, baugeschichtlich von Bedeutung | 09202482 |
| Weitere Bilder                          | Mietshaus in geschlossener Bebauung mit Vorgarten | Hilbersdorfer Straße 72 (Karte)                       | 1906 | Qualitätvoller Etagenwohnbau mit ausgewogener Fassadengliederung, Formanklänge der deutschen Neorenaissance, baugeschichtlich von Bedeutung | 09202481 |
|                                         | Häuslerhaus | Hohlweg 1 (Karte)                                     | Bezeichnet mit 1827 | Original erhaltenes Wohnhaus, Rest der dörflichen Bebauung von Hilbersdorf, straßenbildprägende Lage, baugeschichtlich von Bedeutung | 09202675 |
|                                         | Wohnstallhaus | Hohlweg 8 (Karte)                                     | Um 1800 | Sehr gut erhaltenes ländliches Wohnhaus, sichtbare Fachwerkkonstruktion im Obergeschoss, baugeschichtlich von Bedeutung | 09202677 |
| Weitere Bilder                          | Dreiseithof mit Wohnstallhaus, Scheune und Seitengebäude, Hofbrunnen und Toreinfahrt | Hohlweg 14 (Karte)                                    | 1713 Dendro (Wohnstallhaus); 1714 Dendro (Scheune); bezeichnet mit 1722 (Hofbrunnen)                                                                                                   | Hofanlage gehört zu den besterhaltenen auf Stadtgebiet, sichtbares Fachwerk an allen Gebäuden, baugeschichtlich, hausgeschichtlich und heimatgeschichtlich von Bedeutung | 09202676 |
|                                         | Mietvilla mit Garten und Toranlage | Klarastraße 1 (Karte)                                 | Ende 19. Jahrhundert | Bemerkenswerter Villenbau auf großem Gartengrundstück, strenge Gliederung, Neorenaissanceelemente, weitgehend original, baugeschichtlich von Bedeutung | 09202609 |
|                                         | Mietshaus in halboffener Bebauung konzipiert, mit Vorgarten | Klarastraße 2 (Karte)                                 | Um 1890 | Schlichter, gut gegliederter Wohnbau mit bemerkenswerten architektonischen Details, typisch für die Bebauung in diesem Bereich Hilbersdorfs, baugeschichtlich von Bedeutung | 09202608 |
| Weitere Bilder                          | Doppelmietshaus in offener Bebauung mit Vorgarten | Klarastraße 3, 5 (Karte)                              | Ende 19. Jahrhundert | Qualitätvoller Wohnbau mit zahlreichen original erhaltenen gestalterischen Details, typisch für Bebauung in diesem Bereich Hilbersdorfs, baugeschichtlich von Bedeutung | 09202610 |
|                                         | Doppelmietshaus in offener Bebauung mit Vorgarten | Klarastraße 7, 9 (Karte)                              | Ende 19. Jahrhundert | Qualitätvoller vorstädtischer Mietsbau mit zahlreichen bemerkenswerten Details, weitgehend original, charakteristisch für die Bebauung in diesem Bereich Hilbersdorfs, baugeschichtlich von Bedeutung | 09202611 |
| Weitere Bilder                          | Mietshaus in halboffener Bebauung sowie rückwärtiges Nebengebäude und Vorgarten | Klarastraße 10 (Karte)                                | Bezeichnet mit 1887 (Mietshaus); Ende 19. Jahrhundert (Nebengebäude) | Einfacher, aber qualitätvoller Bau mit original erhaltenem Fassadenschmuck, die rückwärtig anschließenden Gebäude sind vermutlich gewerblich genutzt worden, ortsentwicklungsgeschichtlich und baugeschichtlich von Bedeutung | 09202612 |
|                                         | Mietshaus in geschlossener Bebauung mit Vorgarten | Klarastraße 13 (Karte)                                | Ende 19. Jahrhundert | Ausgewogen gegliederte Klinkerfassade, originaler Erhaltungszustand, Dacherker mit Giebel ist wichtig fürs Straßenbild, baugeschichtlich von Bedeutung | 09202614 |
|                                         | Mietshaus in geschlossener Bebauung mit Vorgarten | Klarastraße 13a (Karte)                               | Ende 19. Jahrhundert | Aufwendig gestalteter Klinkerbau mit zwei straßenbildprägenden Dacherkern, baugeschichtlich von Bedeutung | 09202613 |
|                                         | Mietshaus in halboffener Bebauung mit Vorgarten | Klarastraße 15 (Karte)                                | Ende 19. Jahrhundert | Weitestgehend original erhaltener Klinkerbau mit ausgewogener Gliederung, baugeschichtlich von Bedeutung | 09202616 |
|                                         | Mietshaus in geschlossener Bebauung sowie Hinterhaus und Vorgarten | Klarastraße 26 (Karte)                                | Um 1870 | Schlichter Putzbau, weitestgehend original, repräsentiert frühe, vorstädtische Bebauung mit Hinterhofgebäude, baugeschichtlich von Bedeutung | 09202617 |
|                                         | Mietshaus in geschlossener Bebauung in Ecklage mit Vorgarten | Klarastraße 32 (Karte)                                | Um 1900 | Repräsentativ gestalteter Klinkerbau, Kopfbau und Bestandteil der Eisenbahner-Mietshäuser Klarastraße und Margaretenstraße sowie Gneisenaustraße 5, baugeschichtlich von Bedeutung | 09202619 |
|                                         | Mietshaus in geschlossener Bebauung mit Vorgarten | Klarastraße 34 (Karte)                                | Um 1900 | Qualitätvolle Fassadenverkleidung aus Ziegelverblendern mit anspruchsvollen Werksteindetails, Teil einer Eisenbahner-Wohnanlage, baugeschichtlich von Bedeutung | 09202717 |
|                                         | Mietshaus in geschlossener Bebauung, in Ecklage | Klarastraße 35 (Karte)                                | Um 1905 | Fein gestalteter Klinkerbau in städtebaulich wichtiger Lage, von Bedeutung für das bauliche Ensemble des anschließenden Gründerzeitplatzes (Scharnhorstplatz), baugeschichtlich von Bedeutung | 09202623 |
|                                         | Mietshaus in geschlossener Bebauung mit Vorgarten | Klarastraße 36 (Karte)                                | Um 1900 | Für Hilbersdorf ungewöhnlicher Klinkerbau, als Eisenbahnerwohnungen konzipiert und Teil des baulichen Ensembles Nr. 36–42 sowie des gesamten Blockes, in welchem ehemals noch ein Waschhaus stand, baugeschichtlich von Bedeutung | 09202620 |
|                                         | Mietshaus in geschlossener Bebauung | Klarastraße 37 (Karte)                                | Um 1905 | Reich gestalteter Klinkerbau, außergewöhnlich prächtig ausgebildete Fassade mit leuchtend farbigem Klinkerornament sowie Steinreliefs, baugeschichtlich von Bedeutung | 09202624 |
|                                         | Mietshaus in geschlossener Bebauung mit Vorgarten | Klarastraße 38 (Karte)                                | Um 1900 | Für Hilbersdorf ungewöhnlicher Klinkerbau, als Eisenbahnerwohnungen konzipiert und Bestandteil des baulichen Ensembles Nr. 36–42 sowie des ganzen Blockes, baugeschichtlich von Bedeutung | 09202621 |
|                                         | Mietshaus in geschlossener Bebauung | Klarastraße 39 (Karte)                                | Um 1905 | Original erhaltener Klinkerbau, fein und ausgewogen gegliederte Fassade mit straßenbildprägendem Dacherkergiebel, baugeschichtlich von Bedeutung | 09202625 |
|                                         | Mietshaus in geschlossener Bebauung mit Vorgarten; | Klarastraße 40 (Karte)                                | Um 1900 | Für Hilbersdorf ungewöhnlicher Klinkerbau, als Eisenbahnerwohnungen konzipiert und Bestandteil des baulichen Ensembles Nr. 36–42 sowie des ganzen Blockes, baugeschichtlich von Bedeutung | 09202618 |
|                                         | Mietshaus in geschlossener Bebauung | Klarastraße 41 (Karte)                                | Bezeichnet mit 1904 | Prächtiger, original erhaltener Klinkerbau, außergewöhnlich fein gestaltetes Portal, baugeschichtlich von Bedeutung | 09202626 |
|                                         | Mietshaus in geschlossener Bebauung mit Vorgarten | Klarastraße 42 (Karte)                                | Um 1900 | Für Hilbersdorf ungewöhnlicher Klinkerbau, als Eisenbahnerwohnungen konzipiert und Bestandteil des baulichen Ensembles Nr. 36–42 sowie des ganzen Blockes, baugeschichtlich von Bedeutung | 09202622 |
|                                         | Mietshaus in geschlossener Bebauung | Klarastraße 43 (Karte)                                | Um 1900 | Prächtiger Klinkerbau in originalem Erhaltungszustand, außergewöhnlich feine Gestaltung des Portals, baugeschichtlich von Bedeutung | 09202627 |
|                                         | Mietshaus in geschlossener Bebauung in Ecklage mit Vorgarten | Klarastraße 44 (Karte)                                | Um 1930 | Schlichte Putzbauten, klare strenge Gliederung der Fassadenabfolge durch vorspringende Altane, siehe auch unter Margaretenstraße 43 und Hilbersdorfer Str. 34-38, baugeschichtlich von Bedeutung | 09202628 |
|                                         | Doppelmietshaus mit Vorgarten | Ludwig-Richter-Straße 2, 4 (Karte)                    | Um 1900 | Einfache, aber anspruchsvoll gestaltete vorstädtische Wohnbauten in sehr gutem Zustand, baugeschichtlich von Bedeutung | 09202598 |
|                                         | Mietshaus in offener Bebauung mit Vorgarten | Ludwig-Richter-Straße 6 (Karte)                       | 1887, später überformt | Schlichter gründerzeitlicher Putzbau von baugeschichtlichem und städtebaulichem Wert | 09299880 |
|                                         | Mietshaus in offener Bebauung mit Vorgarten | Ludwig-Richter-Straße 9a (Karte)                      | Ende 19. Jahrhundert | Original erhaltener gründerzeitlicher Mietshausbau mit feiner Fassadengliederung und Rundnische für eine Skulptur, baugeschichtlich von Bedeutung | 09202606 |
|                                         | Doppelmietshaus mit Vorgarten | Ludwig-Richter-Straße 11, 13 (Karte)                  | Um 1900 | Einfacher Mietsbau mit ausgewogener Fassadengestaltung, weitgehend original, baugeschichtlich von Bedeutung | 09202602 |
| Weitere Bilder                          | Villa mit Garten in Ecklage | Ludwig-Richter-Straße 12 (Karte)                      | 1907 | Bemerkenswerter Wohnbau in prominenter städtebaulicher Situation, zahlreiche gut erhaltene gestalterische Details, ländlicher Habitus, baugeschichtlich von Bedeutung | 09202597 |
|                                         | Doppelmietshaus mit Vorgarten und Einfriedung | Ludwig-Richter-Straße 15, 17 (Karte)                  | Um 1900 | Einfacher Mietsbau mit ausgewogener Fassadengestaltung, weitestgehend original, baugeschichtlich von Bedeutung | 09202601 |
| Weitere Bilder                          | Schulgebäude der Ludwig-Richter-Grundschule mit Vorgarten sowie Turnhalle im Schulhof (Schule in baulicher Einheit mit Ludwig-Richter-Straße 21) | Ludwig-Richter-Straße 19 (Karte)                      | Um 1890 | Imposanter Schulbau in Neorenaissanceformen, mittiger Giebel dominiert das Gebäude, ortsgeschichtlich und baugeschichtlich von Bedeutung | 09202600 |
| Weitere Bilder                          | Mietshaus in geschlossener Bebauung in Ecklage, mit Vorgarten | Ludwig-Richter-Straße 20 (Karte)                      | Um 1900 | Baugeschichtlich und städtebaulich von Bedeutung, einfacher gründerzeitlicher Mietsbau mit Klinkerfassade in markanter Lage, baugeschichtlich und städtebaulich von Bedeutung | 09302949 |
| Weitere Bilder                          | Schulgebäude der Käthe-Kollwitz-Schule (ehemals Ludwig-Richter-Schule) in Ecklage mit Vorgarten und rückwärtig angeschlossener Turnhalle (Schule in baulicher Einheit mit Ludwig-Richter-Straße 19) | Ludwig-Richter-Straße 21 (Karte)                      | 1912 | Bemerkenswerter Bau mit Resten einer qualitätvollen Gestaltung (Portal, Vestibül, Treppenhaus) im Reformstil der Zeit um 1910, ortsgeschichtlich und baugeschichtlich von Bedeutung | 09202599 |
| Weitere Bilder                          | Mietshaus in geschlossener Bebauung mit Vorgarten | Ludwig-Richter-Straße 22 (Karte)                      | Anfang 20. Jahrhundert | Ausgewogen gegliederte Klinkerfassade mit schönen porphyrnen Gliederungselementen, weitgehend original, baugeschichtlich von Bedeutung | 09202605 |
|                                         | Mietshaus in geschlossener Bebauung mit Vorgarten | Ludwig-Richter-Straße 24 (Karte)                      | Anfang 20. Jahrhundert | Einfacher, aber anspruchsvoll gegliederte Gründerzeitfassade, in großen Teilen original erhalten, baugeschichtlich von Bedeutung | 09202604 |
|                                         | Mietshaus in geschlossener Bebauung mit Vorgarten | Ludwig-Richter-Straße 26 (Karte)                      | Bezeichnet mit 1901 | Gründerzeitliche Klinkerfassade in originalem Zustand, baugeschichtlich von Bedeutung | 09202603 |
|                                         | Mietshaus in geschlossener Bebauung konzipiert, mit Vorgarten | Ludwig-Richter-Straße 28 (Karte)                      | Anfang 20. Jahrhundert | Aufwendig gestaltete Klinkerfassade mit steinernen Gliederungselementen, Anklänge an den Jugendstil, weitestgehend original erhalten, baugeschichtlich von Bedeutung | 09202607 |
|                                         | Doppelmietshaus in offener Bebauung mit Vorgarten | Margaretenstraße 1, 3 (Karte)                         | Ende 19. Jahrhundert | Typischer vorstädtischer Mietsbau mit markanten Dacherkern, baugeschichtlich von Bedeutung | 09202519 |
|                                         | Mietshaus in halboffener Bebauung konzipiert, mit Vorgarten | Margaretenstraße 4 (Karte)                            | Ende 19. Jahrhundert | Gut erhaltenes gründerzeitliches Mietshaus mit fein gegliederter Klinkerfassade (geplant als Doppelmietshaus mit nicht mehr vorhandener Nr. 2), baugeschichtlich von Bedeutung | 09202521 |
|                                         | Mietshaus in halboffener Bebauung mit Vorgarten | Margaretenstraße 5 (Karte)                            | Ende 19. Jahrhundert | Schlichter, aber qualitätvoll gegliederter Mietshausbau, weitestgehend original erhalten (bildet ein Doppelmietshaus mit Nr. 7), baugeschichtlich von Bedeutung | 09202522 |
|                                         | Doppelmietshaus in offener Bebauung mit Vorgarten | Margaretenstraße 6, 8 (Karte)                         | Bezeichnet mit 1887 | Schlichter vorstädtischer Mietsbau, weitestgehend original, baugeschichtlich von Bedeutung | 09202517 |
|                                         | Mietshaus in halboffener Bebauung mit Vorgarten | Margaretenstraße 19 (Karte)                           | Ende 19. Jahrhundert | Qualitätvoller, gut erhaltener gründerzeitlicher Wohnbau mit zahlreichen bemerkenswerten Details, baugeschichtlich von Bedeutung | 09202516 |
|                                         | Mietshaus in geschlossener Bebauung mit Vorgarten | Margaretenstraße 23 (Karte)                           | Bezeichnet mit 1890 | Gründerzeitliches Mietshaus mit schlichter Putzfassade, baugeschichtlich von Bedeutung | 09202523 |
|                                         | Mietshaus in geschlossener Bebauung mit Vorgarten | Margaretenstraße 23a (Karte)                          | Bezeichnet mit 1911 | Symmetrisch gegliederte, original erhaltene Putzfassade mit schönen Porphyrelementen, baugeschichtlich von Bedeutung | 09202529 |
|                                         | Mietshaus in geschlossener Bebauung mit Vorgarten | Margaretenstraße 26 (Karte)                           | Um 1900 | Anspruchsvoll gestalteter Mietsbau, Formanleihen der Neorenaissance, weitestgehend original, baugeschichtlich von Bedeutung | 09202544 |
|                                         | Mietshaus in geschlossener Bebauung mit Vorgarten | Margaretenstraße 28 (Karte)                           | Bezeichnet mit 1901 | Anspruchsvoll gestalteter Mietsbau, Formanleihen der Neorenaissance, Deckenstuck im Vestibül, baugeschichtlich von Bedeutung | 09202545 |
|                                         | Mietshaus in geschlossener Bebauung mit Vorgarten | Margaretenstraße 28a (Karte)                          | Um 1900 | Weitestgehend original erhaltener Klinkerbau mit steinernen Reliefs, baugeschichtlich von Bedeutung | 09202528 |
| Weitere Bilder                          | Mietshaus in geschlossener Bebauung mit Vorgarten | Margaretenstraße 30 (Karte)                           | Um 1900 | Zurückhaltend gegliederter Klinkerbau, weitestgehend original, Teil einer Platzrandbebauung des Scharnhorstplatzes, städtebaulich und baugeschichtlich von Bedeutung | 09202527 |
| Weitere Bilder                          | Mietshaus in Ecklage in geschlossener Bebauung mit Vorgarten | Margaretenstraße 31 (Karte)                           | Um 1900 | Aufwendig gegliederter Klinkerbau in städtebaulich wichtiger Lage, Bestandteil des baulichen Ensembles der Wohnbauten für die Eisenbahner (Nr. 31, 33, 35, 37, 39 und 41), baugeschichtlich von Bedeutung | 09202540 |
|                                         | Mietshaus in geschlossener Bebauung mit Vorgarten | Margaretenstraße 32 (Karte)                           | Um 1900 | Qualitätvoller Etagenwohnbau mit bemerkenswerten plastischen Details, Teil einer Platzrandbebauung des Scharnhorstplatzes, städtebaulich und baugeschichtlich von Bedeutung | 09202716 |
|                                         | Mietshaus in geschlossener Bebauung mit Vorgarten | Margaretenstraße 33 (Karte)                           | Um 1900 | Einfach gegliederter Klinkerbau, original erhalten, mit steinernen Gliederungselementen, Bestandteil einer Eisenbahner-Wohnanlage (Nr. 31, 33, 35, 37, 39 und 41), baugeschichtlich von Bedeutung | 09202539 |
|                                         | Mietshaus (zwei Hausnummern) in geschlossener Bebauung mit Vorgarten | Margaretenstraße 34, 36 (Karte)                       | Um 1900 | Aufwendig gestalteter Klinkerbau mit straßenbildprägendem Dacherker, städtebaulich von Bedeutung als Bestandteil der Randbebauung des angrenzenden Scharnhorstplatzes, städtebaulich und baugeschichtlich von Bedeutung | 09202533 |
|                                         | Mietshaus in geschlossener Bebauung mit Vorgarten | Margaretenstraße 35 (Karte)                           | Um 1900 | Für Hilbersdorf ungewöhnlich gestalteter Klinkerbau, original erhalten, Teil des baulichen Ensembles Nr. 31, 33, 35, 37, 39 und 41 (Eisenbahnerwohnungen), baugeschichtlich von Bedeutung | 09202538 |
|                                         | Mietshaus in geschlossener Bebauung mit Vorgarten | Margaretenstraße 37 (Karte)                           | Um 1900 | Original erhaltener Klinkerbau, für Hilbersdorf ungewöhnlicher Bau, original erhalten, Teil des baulichen Ensembles Nr. 31, 33, 35, 37, 39 und 41 (Eisenbahnerwohnungen), baugeschichtlich von Bedeutung | 09202537 |
|                                         | Mietshaus in geschlossener Bebauung mit Vorgarten | Margaretenstraße 38 (Karte)                           | Um 1900 | Aufwendig gestalteter Klinkerbau, städtebaulich wichtig, da er zur Randbebauung des angrenzenden Scharnhorstplatzes gehört, städtebaulich und baugeschichtlich von Bedeutung | 09202531 |
|                                         | Mietshaus in geschlossener Bebauung mit Vorgarten | Margaretenstraße 39 (Karte)                           | Um 1900 | Für Hilbersdorf ungewöhnlicher Klinkerbau, original erhalten, Teil des baulichen Ensembles Nr. 31, 33, 35, 37, 39 und 41 (Eisenbahnerwohnungen), baugeschichtlich von Bedeutung | 09202536 |
|                                         | Mietshaus in geschlossener Bebauung mit Vorgarten | Margaretenstraße 40 (Karte)                           | Um 1900 | Ausgewogen gegliederter Klinkerbau, weitestgehend original erhalten, Bestandteil der Randbebauung des Scharnhorstplatzes, städtebaulich und baugeschichtlich von Bedeutung | 09202530 |
|                                         | Mietshaus in geschlossener Bebauung mit Vorgarten | Margaretenstraße 41 (Karte)                           | Um 1900 | Für Hilbersdorf außergewöhnlicher Klinkerbau, original erhaltener Bestandteil des baulichen Ensembles Nr. 31, 33, 35, 37, 39 und 41 (Eisenbahnerwohnungen), baugeschichtlich von Bedeutung | 09202535 |
|                                         | Mietshaus in geschlossener Bebauung in Ecklage mit Vorgarten | Margaretenstraße 42 (Karte)                           | Um 1905 | Qualitätvoller Klinkerbau mit originalen Gliederungselementen, in städtebaulich bedeutsamer Lage, städtebaulich und baugeschichtlich von Bedeutung | 09202514 |
| Weitere Bilder                          | Mietshaus in geschlossener Bebauung mit Vorgarten | Margaretenstraße 43 (Karte)                           | Um 1930 | Schlichte Putzbauten, klare strenge Gliederung der Fassadenabfolge durch vorspringende Altane, siehe auch unter Hilbersdorfer Straße 34-38 sowie Klarastraße 44, baugeschichtlich von Bedeutung | 09202541 |
|                                         | Mietshaus in geschlossener Bebauung mit Vorgarten in Ecklage | Margaretenstraße 48 (Karte)                           | 1909 | Putzbau in städtebaulich wichtiger Lage, interessante Putzgliederung, baugeschichtlich von Bedeutung | 09202515 |
|                                         | Mietshaus in geschlossener Bebauung mit Vorgarten | Margaretenstraße 50 (Karte)                           | 1909 | Weitestgehend originaler Putzbau mit interessanten Fenstereinrahmungen, baugeschichtlich von Bedeutung | 09202534 |
|                                         | Mietshaus in geschlossener Bebauung mit Vorgarten | Margaretenstraße 52 (Karte)                           | 1908 | Weitestgehend originaler Putzbau, interessante gliedernde Elemente in Stein, baugeschichtlich von Bedeutung | 09202543 |
|                                         | Mietshaus in geschlossener Bebauung mit Vorgarten | Margaretenstraße 54 (Karte)                           | 1909 | Gut erhaltener Putzbau mit fein gearbeiteten Porphyrgewänden, baugeschichtlich von Bedeutung | 09202542 |
|                                         | Mietshaus in geschlossener Bebauung, mit Resten des Vorgartens | Orthstraße 1 (Karte)                                  | 1910 | Einfacher Etagenwohnbau mit strenger Lisenengliederung, weitestgehend unverändert, baugeschichtlich von Bedeutung | 09202505 |
|                                         | Mietshaus in geschlossener Bebauung mit Vorgarten | Orthstraße 2 (Karte)                                  | 1913 | Schlichter Putzbau in gutem Erhaltungszustand, baugeschichtlich von Bedeutung | 09202489 |
|                                         | Mietshaus in geschlossener Bebauung mit Vorgarten | Orthstraße 3 (Karte)                                  | 1911 | Schlichter, streng gegliederter Mietsbau, im Vestibül Deckenstuck und Malereien, baugeschichtlich von Bedeutung | 09202506 |
|                                         | Mietshaus in geschlossener Bebauung mit Vorgarten | Orthstraße 4 (Karte)                                  | 1911 | Typischer Etagenwohnbau mit schlichter Putzgliederung, baugeschichtlich von Bedeutung | 09202488 |
|                                         | Mietshaus in geschlossener Bebauung, mit Resten des Vorgartens | Orthstraße 5 (Karte)                                  | 1911 | Schlichter, streng gegliederter Etagenwohnbau, im Vestibül Kachelschmuck und Deckenstuck, baugeschichtlich von Bedeutung | 09202500 |
|                                         | Mietshaus in geschlossener Bebauung mit Vorgarten | Orthstraße 6 (Karte)                                  | 1910 | Zurückhaltend, aber qualitätvoll gegliederte Putzfassade mit barockisierenden Elementen, in ähnlicher Gestaltung wie Nr. 8, baugeschichtlich von Bedeutung | 09202487 |
|                                         | Mietshaus in geschlossener Bebauung mit Vorgarten | Orthstraße 7 (Karte)                                  | 1911 | Einfacher, jedoch anspruchsvoll gestalteter Etagenwohnbau, geometrische Schmuckelemente, im Vestibül Kachelschmuck und Deckenstuck, baugeschichtlich von Bedeutung | 09202501 |
|                                         | Mietshaus in geschlossener Bebauung mit Vorgarten | Orthstraße 8 (Karte)                                  | 1910 | Ausgewogen gegliederter Putzbau, zwei straßenbildprägende Dacherker mit neobarock geschweiften Giebeln, in ähnlicher Gestaltung wie Nr. 6, baugeschichtlich von Bedeutung | 09202494 |
|                                         | Mietshaus in geschlossener Bebauung mit Vorgarten | Orthstraße 9 (Karte)                                  | 1910 | Schlichter Putzbau im Reformstil der Zeit um 1910, Teil eines geschlossenen Straßenzuges, baugeschichtlich von Bedeutung | 09202502 |
|                                         | Mietshaus in geschlossener Bebauung mit Vorgarten | Orthstraße 10 (Karte)                                 | 1911 | Repräsentativer Putzbau mit straßenbildprägenden Altanen, baugeschichtlich von Bedeutung | 09202493 |
|                                         | Mietshaus in geschlossener Bebauung mit Vorgarten | Orthstraße 11 (Karte)                                 | 1910 | Einfacher Putzbau im Reformstil der Zeit um 1910, Teil eines geschlossenen Straßenzuges, baugeschichtlich von Bedeutung | 09202503 |
|                                         | Mietshaus in geschlossener Bebauung mit Vorgarten | Orthstraße 12 (Karte)                                 | 1911 | Schlichter Putzbau, Bestandteil des baulichen Ensembles Orthstraße, baugeschichtlich von Bedeutung | 09202492 |
|                                         | Mietshaus in geschlossener Bebauung mit Vorgarten | Orthstraße 13 (Karte)                                 | 1910 | Schlichter, jedoch anspruchsvoll gestalteter Etagenwohnbau, Teil eines geschlossen erhaltenen Straßenzuges, baugeschichtlich von Bedeutung | 09202504 |
|                                         | Mietshaus in geschlossener Bebauung mit Vorgarten | Orthstraße 14 (Karte)                                 | 1911 | Zurückhaltend gegliederter Putzbau, qualitätvolles Ornamentband rahmt Eingangsportal, wichtig als Bestandteil des baulichen Ensembles der Orthstraße, baugeschichtlich von Bedeutung | 09202496 |
|                                         | Mietshaus in geschlossener Bebauung mit Vorgarten | Orthstraße 16 (Karte)                                 | 1910 | Schlichter Putzbau, Dacherker mit geschwungenen Giebeln sind von Bedeutung für das Straßenbild, gliedernde Steinelemente in Porphyr wie reliefierte Brüstungsfelder und Gewände, baugeschichtlich von Bedeutung | 09202495 |
|                                         | Mietshaus in geschlossener Bebauung in Ecklage mit Vorgarten | Orthstraße 17 (Karte)                                 | 1912 | Schlichter Etagenwohnbau in markanter städtebaulicher Situation, baugeschichtlich von Bedeutung | 09202498 |
|                                         | Mietshaus in geschlossener Bebauung mit Vorgarten | Orthstraße 19 (Karte)                                 | 1911 | Schlichter, gut erhaltener Etagenwohnbau, Kachelschmuck und Stuckgliederung im Vestibül, baugeschichtlich von Bedeutung | 09202499 |
|                                         | Mietshaus in geschlossener Bebauung mit Vorgarten | Orthstraße 21 (Karte)                                 | 1914 | Schlichter Putzbau, wichtig als Bestandteil der gestalterisch aufeinander bezogenen Häuser Nr. 17, 19, 21 und 23, baugeschichtlich von Bedeutung | 09202491 |
|                                         | Mietshaus in geschlossener Bebauung mit Vorgarten | Orthstraße 23 (Karte)                                 | 1914 | Zurückhaltend, aber qualitätvoll gegliederter Putzbau, befindet sich in städtebaulich bedeutsamer Lage am Beginn der Straße, zwei Dacherkergiebel straßenbildprägend, baugeschichtlich von Bedeutung | 09202490 |
|                                         | Mietshaus in ehemals halboffener Bebauung mit Vorgarten | Rudolf-Liebold-Straße 1a (Karte)                      | 1910 | Anspruchsvoll gestalteter Mietsbau, gut erhaltene malerische Dekoration im Eingangsbereich, baugeschichtlich von Bedeutung | 09202696 |
|                                         | Wohnhaus in offener Bebauung | Rudolf-Liebold-Straße 1c (Karte)                      | Um 1870 | Ausgewogen gegliedertes vorstädtisches Wohngebäude mit fein profilierten Fensterumrahmungen, weitestgehend original, ortsentwicklungsgeschichtlich von Bedeutung | 09202697 |
|                                         | Mietshaus in halboffener Bebauung mit Vorgarten | Rudolf-Liebold-Straße 3 (Karte)                       | 1909 | Einfacher vorstädtischer Etagenwohnbau, weitgehend original, bildet eine Einheit mit Nr. 5, 7 und 9, baugeschichtlich von Bedeutung | 09202694 |
|                                         | Mietshaus in geschlossener Bebauung mit Vorgarten | Rudolf-Liebold-Straße 5 (Karte)                       | Um 1905 | Schlichter vorstädtischer Etagenwohnbau mit sparsamer Dekoration, weitestgehend original, bildet Einheit mit Nr. 3, 7 und 9, baugeschichtlich von Bedeutung | 09202695 |
|                                         | Mietshaus in geschlossener Bebauung mit Vorgarten | Rudolf-Liebold-Straße 7 (Karte)                       | 1905 | Ausgewogen gegliederte Fassade in Putz und Klinker, original erhalten, bildet eine Einheit mit Nr. 3, 5 und 9, baugeschichtlich von Bedeutung | 09202700 |
|                                         | Mietshaus in ehemals geschlossener Bebauung mit Vorgarten | Rudolf-Liebold-Straße 9 (Karte)                       | 1908 | Schlichter Mietshausbau mit Klinker- und Putzflächen, Zierfachwerk im Dacherker, bildet eine Einheit mit Nr. 3, 5 und 7, baugeschichtlich von Bedeutung | 09202699 |
|                                         | Mietshaus in halboffener Bebauung | Rudolf-Liebold-Straße 10 (Karte)                      | 1905 | Einfacher, für das Straßenbild bedeutsamer Mietsbau mit zurückhaltendem Schmuck, baugeschichtlich von Bedeutung | 09202687 |
|                                         | Mietshaus in geschlossener Bebauung | Rudolf-Liebold-Straße 12 (Karte)                      | Bezeichnet mit 1891 | Einfacher gründerzeitlicher Etagenwohnbau, für das Straßenbild bedeutsam, mit markantem Dacherker, baugeschichtlich von Bedeutung | 09202688 |
| Weitere Bilder                          | Mietshaus in Ecklage mit Vorgarten | Rudolf-Liebold-Straße 13 (Karte)                      | 1909 | Original erhaltener Putzbau in markanter Ecklage, straßenbildprägender Dacherker mit geschwungenem Fachwerk, baugeschichtlich von Bedeutung | 09202685 |
|                                         | Mietshaus in geschlossener Bebauung mit Vorgarten | Rudolf-Liebold-Straße 19 (Karte)                      | 1906 | Einfacher Wohnbau mit qualitätvoller Putzgliederung, Jugendstilformen, baugeschichtlich von Bedeutung | 09202692 |
|                                         | Mietshaus in geschlossener Bebauung mit Vorgarten | Rudolf-Liebold-Straße 21 (Karte)                      | Bezeichnet mit 1906 | Einfacher Etagenwohnbau mit zurückhaltender Putzdekoration und markantem Dacherker, baugeschichtlich von Bedeutung | 09202686 |
| Weitere Bilder                          | Mietshaus in geschlossener Bebauung mit Vorgarten | Rudolf-Liebold-Straße 21a (Karte)                     | 1907 | Einfacher Putzbau in originalem Erhaltungszustand, baugeschichtlich von Bedeutung | 09202702 |
|                                         | Mietshaus in halboffener Bebauung mit Vorgarten | Rudolf-Liebold-Straße 21b (Karte)                     | Bezeichnet mit 1909 | Ausgewogen gegliederter Putzbau mit originalen Baudetails, gut erhaltene Landschaftsmalerei im Vestibül, baugeschichtlich von Bedeutung | 09202701 |
| Weitere Bilder                          | Mietshaus in geschlossener Bebauung, in Ecklage | Rudolf-Liebold-Straße 22 (Karte)                      | 1906 | Im Straßenbild dominanter Mietsbau mit bemerkenswerten Werksteindetails und markanter Eckgestaltung, baugeschichtlich von Bedeutung | 09202691 |
|                                         | Mietshaus in ehemals geschlossener Bebauung | Rudolf-Liebold-Straße 26 (Karte)                      | Um 1905 | Anspruchsvoll gestalteter Etagenwohnbau mit schmuckreicher Fassade, baugeschichtlich von Bedeutung | 09202690 |
| Weitere Bilder                          | Mietshaus in geschlossener Bebauung | Rudolf-Liebold-Straße 30 (Karte)                      | 1906 | Anspruchsvoll gestalteter Etagenwohnbau, Jugendstilornament, weitgehend original, baugeschichtlich von Bedeutung | 09202689 |
|                                         | Schmuckplatz | Scharnhorstplatz (Karte)                              | Um 1900 | Platzanlage auf rechteckiger Grundfläche mit erhaltenem Baumbestand, mit Diagonalwegen als Resten des ursprünglichen Wegesystems, gartenhistorisch und städtebaulich von Bedeutung | 09205026 |
|                                         | Transformatorenhäuschen | Steinweg (Karte)                                      | Um 1930 | Kubischer, mit Schiefer verkleideter Baukörper mit eckumgreifenden Lisenen, bau- und technikgeschichtlich von Bedeutung, baugeschichtlich und technikgeschichtlich von Bedeutung | 09202710 |
|                                         | Pulverhaus | Steinweg (Karte)                                      | Um 1900 | Mit Polygonalsteinen verkleideter kubischer Baukörper, abgeschlossen durch reliefierten Ziegelfries, als Lagerhaus für Sprengpulver für die Steinbrüche, von ortsgeschichtlichem Interesse | 09202711 |
| Weitere Bilder                          | Mietshaus in offener Bebauung mit Vorgarten und Gartenhaus | Terrassenstraße 1 (Karte)                             | Bezeichnet mit 1890 (Mietshaus); um 1900 (Gartenlaube) | Qualitätvoller Mietsbau mit zahlreichen gut erhaltenen Details, typisch für Wohnbebauung in diesem Teil Hilbersdorfs sowie in sehr gutem Zustand erhaltene Holzlaube, baugeschichtlich von Bedeutung. Zweigeschossig mit ausgebautem Satteldach, Originalputz verloren, kräftige Gesimsgliederung, risalitartige Mittenbetonung, Dacherker mit Pilastergliederung und Tympanon, Originalfenster mit fein profilierten Mittelpfosten ohne Ausnahme erhalten, einige originale Jalousienschürzen. Wie in diesem Stadtgebiet üblich, gehören zum Haus ein Vorgarten und ein Hausgarten. Im Hausgarten, hinter dem Haus blieb ein hölzernes Gartenhaus im Schweizer Stil erhalten, welches durch seine handwerkliche Qualität und seine Authentizität einen besonderen sozialgeschichtlichen und künstlerischen Stellenwert erlangt. Das Gartenhaus wurde vermutlich zeitgleich mit dem Wohnhaus um 1900 erbaut. Es handelt sich um einen verbretterten Fachwerkbau über quadratischem Grundriss mit überdachtem Eingangsbereich. Im Inneren blieb eine bauzeitliche Ausstattung erhalten. Das Ensemble, bestehend aus Wohnhaus mit Vorgarten und Gartenhaus, dokumentiert anschaulich die kleinbürgerlichen Lebensverhältnisse um 1900. Außerdem wird auf Grund der Authentizität eindrucksvoll die Bauweise dieser Zeit dokumentiert. Der Denkmalwert ergibt sich damit aus der sozialgeschichtlichen und baugeschichtlichen Bedeutung des Ensembles. | 09202547 |
|                                         | Mietshaus in offener Bebauung mit Vorgarten | Terrassenstraße 3 (Karte)                             | 1906 | Zweigeschossiger zeittypischer Putzbau, mit Jugendstilmotiven und Fachwerkelementen, baugeschichtlich von Bedeutung | 09202162 |
| Weitere Bilder                          | Mietshaus in halboffener Bebauung in Ecklage mit Vorgarten | Terrassenstraße 7 (Karte)                             | Um 1900 | Einfaches Mietshaus mit differenzierter Fassadengestaltung, besterhaltenes Exemplar in einer Zeile gleich gestalteter Gebäude an der Florastraße, baugeschichtlich von Bedeutung Im Hof ehemals Rückgebäude mit Fachwerkfront, vor 2009 abgebrochen. | 09202546 |
| Weitere Bilder                          | Mietshaus in halboffener Bebauung mit Vorgarten | Terrassenstraße 9 (Karte)                             | Bezeichnet mit 1908 | Reich gegliederte Fassade, original erhaltene, außergewöhnliche Gliederungselemente in Jugendstilformen, baugeschichtlich von Bedeutung | 09202559 |
|                                         | Mietshaus in halboffener Bebauung mit Vorgarten | Terrassenstraße 11 (Karte)                            | Um 1900 | Wenig veränderte gründerzeitliche Mietshausfassade, verkleidet mit gelbem Klinker, interessante Gliederungselemente in Stein, baugeschichtlich von Bedeutung | 09202560 |
|                                         | Mietshaus in halboffener Bebauung mit Vorgarten | Terrassenstraße 13 (Karte)                            | Ende 19. Jahrhundert | Gut erhaltener gründerzeitlicher Mietshausbau, Klinkerfassade mit steinernen Gliederungselementen, bauliche Einheit mit Wilhelm-Weber-Straße 7, baugeschichtlich von Bedeutung | 09202558 |
|                                         | Mietshaus in Ecklage mit Vorgarten | Terrassenstraße 15 (Karte)                            | Um 1920 | Zusammengehörig mit Wilhelm-Weber-Straße 12; qualitätvoller Mietsbau mit sparsamem, neobiedermeierlichem Dekor und wirksamer Akzentuierung der Ecksituation, siehe auch unter Wilhelm-Weber-Straße 12, baugeschichtlich von Bedeutung | 09202549 |
|                                         | Mietshaus in halboffener Bebauung mit Vorgarten und Einfriedung | Terrassenstraße 17 (Karte)                            | 1912 | Symmetrisch angelegte Fassade mit interessanten, original erhaltenen Baudetails wie Altan und Erker, bildet mit dem Nachbarbau Nr. 19 als Doppelhaus eine gestalterische Einheit, baugeschichtlich von Bedeutung | 09202550 |
| Weitere Bilder                          | Mietshaus in Ecklage und offener Bebauung, mit Laden (originale Ladenausstattung) und Vorgarten | Terrassenstraße 18 (Karte)                            | 1910 | Einfacher, zeittypischer Mietsbau mit bemerkenswerter Ladenausstattung einer Fleischerei, Glasdecke und Fries mit figürlichen Malereien, handwerklich-künstlerisch und baugeschichtlich von Bedeutung | 09202548 |
|                                         | Mietshaus in halboffener Bebauung (bauliche Einheit mit Nr. 17), mit Hinterhaus sowie Vorgarten und Einfriedung | Terrassenstraße 19 (Karte)                            | 1912 | Symmetrisch angelegte Fassade mit interessanten Baudetails wie Altan und Erker, bildet mit dem Nachbarhaus Nr. 17 eine gestalterische Einheit als Doppelhaus, baugeschichtlich von Bedeutung | 09202551 |
|                                         | Mietshaus in halboffener Bebauung mit Vorgarten | Terrassenstraße 22 (Karte)                            | 1908 | Einfache, aber qualitätvolle Fassadengestaltung in weitgehend originalem Zustand, Jugendstilanklänge, baugeschichtlich von Bedeutung | 09202553 |
|                                         | Mietshaus in halboffener Bebauung mit Vorgarten | Terrassenstraße 24 (Karte)                            | 1908 | Schlichter Putzbau, porphyrne Gliederungselemente mit Jugendstilanklängen, weitestgehend original erhalten, baugeschichtlich von Bedeutung | 09202552 |
| Weitere Bilder                          | Mietshaus in halboffener Bebauung mit Vorgarten | Terrassenstraße 26 (Karte)                            | 1912 | Original erhaltener Mietshausbau, auf Grund der zwei markanten Seitenrisalite von Bedeutung für das Straßenbild, bildet eine gestalterische Einheit mit Terrassenstraße 28, im Reform- und Heimatstil der Zeit um 1910, baugeschichtlich von Bedeutung | 09202554 |
| Weitere Bilder                          | Mietshaus in geschlossener Bebauung in Ecklage mit Vorgarten (bauliche Einheit mit Helmholtzstraße 19) | Terrassenstraße 28 (Karte)                            | 1912 | Städtebaulich wichtiger Putzbau mit straßenbildprägendem Eckturm und Erkern, bildet eine gestalterische Einheit mit Terrassenstraße 26 und Helmholtzstraße 17–19, im Reform- und Heimatstil der Zeit um 1910, baugeschichtlich von Bedeutung | 09202557 |
|                                         | Doppelmietshaus in offener Bebauung mit Vorgarten | Terrassenstraße 29, 31 (Karte)                        | 1913 | Monumentales Mietshaus mit strenger Fassadengliederung, sehr gut erhaltene, originale Putzhaut, im Reformstil der Zeit um 1910, von städtebaulicher Wirkung auf Grund der künstlerischen Gestaltung auch der Seitenfassaden, baugeschichtlich von Bedeutung | 09202555 |
|                                         | Zwei Verwaltungsgebäude des ehemaligen Schlachthofs (ehemals Städtischer Schlacht- und Viehhof, heute Shopping-Mall „Sachsenallee“) | Thomas-Mann-Platz 2, 2a (Karte)                       | 1882–1883 | Einfache, aber qualitätvoll gegliederte, gründerzeitliche Klinkerbauten am Eingang zum ehemaligen Schlachthofgelände, städtebaulich bedeutend als Randbebauung des Thomas-Mann-Platzes, ortsgeschichtlich und baugeschichtlich von Bedeutung | 09202659 |
|                                         | Doppelmietshaus in geschlossener Bebauung | Thomas-Mann-Platz 4, 5 (Karte)                        | 1885 | Aufwendig gestalteter, gründerzeitlicher Klinkerbau mit platzbildprägenden Erkern, weitestgehend original erhalten, baugeschichtlich von Bedeutung | 09202590 |
|                                         | Mietshaus in geschlossener Bebauung | Thomas-Mann-Platz 6 (Karte)                           | 1887 | Ausgewogene Gründerzeitfassade, von städtebaulichem Wert auf Grund der zwei reich gestalteten Giebel, die mit den benachbarten Giebeln von Nr. 4 und 5 korrespondieren, baugeschichtlich von Bedeutung | 09202592 |
|                                         | Mietshaus in ehemals geschlossener Bebauung | Thomas-Mann-Platz 7 (Karte)                           | 1888 | Schlichte, gründerzeitliche Klinkerfassade mit Porphyrelementen, städtebaulich von Wert, städtebaulich und baugeschichtlich von Bedeutung | 09202593 |
| Weitere Bilder                          | Pfarrhaus in offener Bebauung sowie Kirchgemeindehaus, mit Vorgarten und Einfriedung (Pfarramt Trinitatis) | Trinitatisstraße 7 (Karte)                            | Bezeichnet mit 1912 | Pfarrhaus ein schlichter, monumentaler Bau im Reformstil der Zeit um 1910, der durch seine Größe und weithin sichtbare Hanglage von städtebaulicher Bedeutung ist, Gemeindehaus im gleichen Stil, baugeschichtlich von Bedeutung | 09202595 |
| Weitere Bilder                          | Wohnhaus in offener Bebauung mit Garten und Pergola | Trinitatisstraße 18 (Karte)                           | Um 1925 | Außergewöhnliches, repräsentatives Wohnhaus in prägnanter Hanglage, original erhalten, straßenbildprägender Treppenturm in Form eines Halbzylinders, baugeschichtlich von Bedeutung | 09202596 |
|                                         | Wohnhaus in offener Bebauung mit Garage, Garten und Pergola | Trinitatisstraße 20 (Karte)                           | 1935 laut Auskunft | Original erhaltenes Wohnhaus in Holzbauweise, Fertighaus der Deutschen Werkstätten Hellerau, baugeschichtlich von Bedeutung | 09202594 |
| Weitere Bilder                          | Ärztewohnhaus mit Vorgarten (Einzeldenkmal der Sachgesamtheit 09302617) | Waldschlößchenstraße 3 (Karte)                        | 1930 | Einzeldenkmal der Sachgesamtheit ehemalige Städtische Nervenheilanstalt; schlichter, klar proportionierter Wohnbau, von Stadtbaurat Fred Otto entworfen, Funktionszusammenhang mit dem benachbarten Krankenhaus, ortsgeschichtlich und baugeschichtlich von Bedeutung | 09202656 |
| Weitere Bilder                          | Mietshaus in offener Bebauung mit Vorgarten | Wilhelm-Weber-Straße 1 (Karte)                        | 1913 | Schlichter Mietshausbau, Straßenfront weitgehend original erhalten, Fassadengliederung durch Mittelrisalit, Loggien, Steingesimse und Steinmedaillons, im Reformstil der Zeit um 1910, baugeschichtlich von Bedeutung | 09202569 |
| Weitere Bilder                          | Villa (Dresdner Straße 125) und Remisengebäude (Wilhelm-Weber-Straße 1a), Villengarten und Einfriedung | Wilhelm-Weber-Straße 1a (Dresdner Straße 125) (Karte) | Bezeichnet mit 1873 | Sehr gut erhaltener monumentaler Villenbau, massiv aus großen Porphyrblöcken errichtet, mit klassizistischem Dekor, in städtebaulich wichtiger Ecklage, baugeschichtlich von Bedeutung | 09202581 |
|                                         | Mietshaus in halboffener Bebauung mit Vorgarten | Wilhelm-Weber-Straße 3 (Karte)                        | 1909 | Schlichter, aber original erhaltener Mietshausbau mit geschossweise variierender Fenstergestaltung, bauliche Einheit mit Nr. 5, baugeschichtlich von Bedeutung | 09202566 |
| Weitere Bilder                          | Mietshaus in offener Bebauung mit Vorgarten | Wilhelm-Weber-Straße 4 (Karte)                        | 1913 | Monumentaler Mietsbau mit symmetrisch angelegter Fassade, originaler Erhaltungszustand, im Reformstil der Zeit um 1910, baugeschichtlich von Bedeutung | 09202568 |
| Direkt Bild zu diesem Denkmal hochladen | Steinbruch | Wilhelm-Weber-Straße 4 (hinter) (Karte)               | 2. Drittel 19. Jahrhundert | Ortsgeschichtlich von Bedeutung, historisch und architektonisch bemerkenswerter Bau aus Porphyrquadern, Annexbauten aus Ziegelmauerwerk, baugeschichtlich von Bedeutung | 09202658 |
|                                         | Mietshaus in halboffener Bebauung mit Vorgarten | Wilhelm-Weber-Straße 5 (Karte)                        | 1909 | Eher einfacher Mietshausbau, auf Grund seines original erhaltenen Treppenhauses mit Malereien wertvoll, bildet gestalterisch eine Einheit mit Nr. 3, baugeschichtlich von Bedeutung | 09202565 |
|                                         | Mietshaus in Ecklage mit Vorgarten | Wilhelm-Weber-Straße 7 (Karte)                        | Ende 19. Jahrhundert | Gut erhaltener Gründerzeitbau in markanter Ecklage, diese durch Abschrägung der Gebäudeecke und turmartige Überhöhung aufgreifend, bauliche Einheit mit Terrassenstraße 13, baugeschichtlich von Bedeutung | 09202567 |
| Direkt Bild zu diesem Denkmal hochladen | Mietshaus in halboffener Bebauung mit Vorgarten | Wilhelm-Weber-Straße 8 (Karte)                        | 1910 | Zeittypischer Putzbau im Reformstil der Zeit um 1910, baugeschichtliche Bedeutung | 09305308 |
| Weitere Bilder                          | Doppelmietshaus mit Vorgarten | Wilhelm-Weber-Straße 9, 11 (Karte)                    | 1910 | Qualitätvoller Mietsbau, sehr ausgewogene Gestaltung mit ländlichen Formanklängen (Fachwerk), weitestgehend original erhalten, im Reformstil der Zeit um 1910, baugeschichtlich von Bedeutung | 09202564 |
|                                         | Mietshaus in halboffener Bebauung mit Vorgarten, zusammengehörig mit Terrassenstraße 15 | Wilhelm-Weber-Straße 12 (Karte)                       | Um 1920 | Qualitätvoller Mietsbau mit sparsamem neobiedermeierlichem Dekor, siehe auch unter Terrassenstraße 15, baugeschichtlich von Bedeutung | 09202563 |
| Weitere Bilder                          | Doppelmietshaus mit Vorgarten | Wilhelm-Weber-Straße 14, 16 (Karte)                   | Bezeichnet mit 1903 | Qualitätvolle gründerzeitliche Mietsbauten mit bemerkenswerten Details, baugeschichtlich von Bedeutung | 09202562 |
|                                         | Mietshaus in halboffener Bebauung mit Vorgarten | Wilhelm-Weber-Straße 18 (Karte)                       | Ende 19. Jahrhundert | Schlichte gründerzeitliche Klinkerfassade mit gliedernden Porphyrelementen, baulich verbunden mit Ludwig-Richter-Straße 20, baugeschichtlich von Bedeutung | 09202561 |
|                                         | Mietshaus in Ecklage mit Vorgarten | Zeißstraße 1 (Karte)                                  | Um 1925 | Dreiseitiger, den Umraum beherrschender Bau, der die städtebauliche Situation wirkungsvoll aufgreift, weitestgehend original, städtebaulich und baugeschichtlich von Bedeutung | 09202456 |
| Weitere Bilder                          | Orth-Denkmal | Zeißstraße 1 (vor) (Karte)                            | Bezeichnet mit 1911 | Mehrere versteinerte Baumstämme mit Stücken verkieselter Dadoxylonstämme, benannt nach dem Berliner Architekten August Orth, der als Grundbesitzer des zu bebauenden Geländes 1911 die Stämme der Stadt schenkte, kulturgeschichtlich von Bedeutung. Im Chemnitzer Ortsteil Hilbersdorf steht an der Gabelung von Orth- und Zeißstraße das sogenannte Orth-Denkmal – eine Gruppe von Bruchstücken versteinerter Baumstämme aus dem Jungpaläolithikum, die laut Widmung im Oktober 1911 „zur Erinnerung an den Geheimen Baurat August Orth in Berlin, der bei der baulichen Erschließung des anliegenden Geländes die klassische Fundstätte eines versteinerten Waldes aus der Zeit des Rotliegenden weiter aufschloß. […]“, errichtet worden ist. Das Denkmal – auf Initiative des Geheimen Regierungsrats und Erbenvertreters Prof. Dr. Albert Orth von den Erben des 1901 verstorbenen August Orth gestiftet – besteht aus Fossilien, die auf den in den 1870er Jahren von Orth erworbenen Hilbersdorfer Grundstücken geborgen worden sind – darunter drei Bruchstücke des mit insgesamt 26,3 m Länge größten jemals in Chemnitz gefundenen, versteinerten Stamms. Mitte des 18. Jahrhunderts bereits hatte Chemnitz Berühmtheit als Fundort versteinerter Pflanzen erlangt: 1751 nämlich erschürfte der kurfürstlich sächsische Edelsteinexperte Frenzel einen 3,7 m hohen Baumstamm, der nach Dresden transportiert und bis zum Brand des Zwingers in demselben ausgestellt worden war. Ab 1875 stieß man im Zuge der baulichen Erschließung Hilbersdorfs vermehrt auf versteinerte Pflanzen, zumeist Baumfarne und riesenwüchsige Schachtelhalme, die nach und nach den schon damals museal präsentierten Chemnitzer Versteinerten Wald bildeten. Die versteinerten Bäume, das Ergebnis eines Vulkanausbruchs vor rund 290 Millionen Jahren, bilden die bis gegen Ende des 19. Jahrhunderts in der Erde konservierte, jungsteinzeitliche Vegetation in einmaliger Vielfalt ab. Das Hilbersdorfer Orth-Denkmal erinnert an den Berliner Baurat Orth, der die bei Erschließungsarbeiten auf seinem Grund und Boden gefundenen Baumfossilien der Öffentlichkeit zugänglich machte. Über seine personengeschichtliche Bedeutung hinaus ist das Orth-Denkmal aufgrund der Einmaligkeit der Funde in Chemnitz-Hilbersdorf auch ortsgeschichtlich und wissenschaftlich bedeutend. | 09202497 |
|                                         | Mietshaus in geschlossener Bebauung mit Vorgarten | Zeißstraße 2 (Karte)                                  | Bezeichnet mit 1911 | Mietsbau mit wertvollen Details in städtebaulich bedeutsamer Lage an einer platzartigen Weitung des Straßenraumes, baugeschichtlich von Bedeutung | 09202457 |
|                                         | Mietshaus in geschlossener Bebauung mit Vorgarten | Zeißstraße 3 (Karte)                                  | 1912 | Einfacher, jedoch qualitätvoller Etagenwohnbau, bekrönende Dacherker wirksam im Straßenbild, baugeschichtlich von Bedeutung | 09202455 |
|                                         | Mietshaus in geschlossener Bebauung mit Vorgarten sowie Pflaster vor den Läden des Hauses | Zeißstraße 4 (Karte)                                  | Bezeichnet mit 1911 | Exponiert wichtige städtebauliche Lage an einer platzartig aufgeweiteten Straßenkreuzung, originale Ladenfronten und Mietshausausstattung, baugeschichtlich von Bedeutung | 09244009 |
| Weitere Bilder                          | Mietshaus in geschlossener Bebauung mit Vorgarten | Zeißstraße 6 (Karte)                                  | 1911 | Nach 1945 stärker überformter Putzbau in exponierter städtebaulicher Lage an einer platzartig aufgeweiteten Straßenkreuzung, zugehörig zu einer annähernd einheitlich gestalteten Platzbebauung | 09301817 |
|                                         | Mietshaus in geschlossener Bebauung mit Vorgarten | Zeißstraße 7 (Karte)                                  | 1912 | Einfacher, jedoch wirkungsvoll gegliederter Putzbau, Stuck im Eingangsbereich, baugeschichtlich von Bedeutung | 09202361 |
| Weitere Bilder                          | Mietshaus in geschlossener Bebauung mit Vorgarten | Zeißstraße 8 (Karte)                                  | 1911 | Zeittypischer Putzbau in gutem Originalzustand mit bemerkenswerter Innenausstattung, von baugeschichtlicher und städtebaulicher Bedeutung | 09299698 |
|                                         | Mietshaus in geschlossener Bebauung | Zeißstraße 9 (Karte)                                  | 1913 | Gründerzeitlicher Bau in Klinkermischbauweise, von baugeschichtlichem Wert | 09299699 |
|                                         | Mietshaus in geschlossener Bebauung | Zeißstraße 10 (Karte)                                 | Bezeichnet mit 1912 | Aufwendig gestalteter Putzbau, original erhaltene porphyrne Gliederungselemente in barockisierender Form, baugeschichtlich von Bedeutung | 09202447 |
|                                         | Mietshaus in geschlossener Bebauung mit Vorgarten | Zeißstraße 11 (Karte)                                 | Bezeichnet mit 1912 | Anspruchsvoll gestalteter Etagenwohnbau, bekrönende Dacherker wirksam im Straßenbild, Kachelschmuck und Stuck im Eingangsbereich, ähnliche Gestaltung wie Nr. 13, baugeschichtlich von Bedeutung | 09202467 |
|                                         | Mietshaus in geschlossener Bebauung mit Vorgarten | Zeißstraße 12 (Karte)                                 | 1912 | Zurückhaltende Putzfassade mit ornamentierten Brüstungsfeldern, schöne originale Treppenhausausstattung, baugeschichtlich von Bedeutung | 09202333 |
|                                         | Mietshaus in geschlossener Bebauung mit Vorgarten | Zeißstraße 13 (Karte)                                 | 1912 | Anspruchsvoll gestalteter Etagenwohnbau, bekrönende Dacherker wirksam im Straßenbild, ähnliche Gestaltung wie Nr. 11, baugeschichtlich von Bedeutung | 09302960 |
|                                         | Mietshaus in geschlossener Bebauung mit Vorgarten | Zeißstraße 14 (Karte)                                 | 1912 | Aufwendig mit Porphyrelementen gegliederter Putzbau, zwei Dacherker von Bedeutung für das Straßenbild, baugeschichtlich von Bedeutung | 09202282 |
|                                         | Mietshaus in geschlossener Bebauung mit Vorgarten | Zeißstraße 15 (Karte)                                 | 1911 | Anspruchsvoll gestalteter gründerzeitlicher Etagenwohnbau, weitestgehend original, baugeschichtlich von Bedeutung | 09202366 |
|                                         | Mietshaus in geschlossener Bebauung mit Vorgarten | Zeißstraße 16 (Karte)                                 | 1913 | Zurückhaltend gegliederter Putzbau mit barockisierenden Gliederungselementen, wertvoll als Bestandteil des geschlossenen Straßenzuges, baugeschichtlich von Bedeutung | 09202400 |
|                                         | Mietshaus in geschlossener Bebauung mit Vorgarten | Zeißstraße 18 (Karte)                                 | 1913 | Schlicht gestalteter Putzbau mit prächtigem, original erhaltenem Treppenhaus, baugeschichtlich von Bedeutung | 09202392 |
|                                         | Mietshaus in geschlossener Bebauung mit Vorgarten | Zeißstraße 19 (Karte)                                 | 1913 | Zeittypische Putzfassade, Teil eines gut erhaltenen, geschlossenen Straßenzuges von städtebaulicher Bedeutung | 09247740 |
|                                         | Mietshaus in geschlossener Bebauung mit Vorgarten | Zeißstraße 20 (Karte)                                 | 1913 | Zurückhaltend gegliederte Putzfassade, zwei straßenbildprägende Dacherkergiebel, original erhaltenes, prächtiges Treppenhaus, baugeschichtlich von Bedeutung | 09202435 |
|                                         | Mietshaus in geschlossener Bebauung mit Vorgarten | Zeißstraße 21 (Karte)                                 | 1913 | Vereinfachter Putzbau, als Teil eines wichtigen Straßenzuges, städtebaulich von Bedeutung | 09247741 |
|                                         | Mietshaus in geschlossener Bebauung mit Vorgarten | Zeißstraße 22 (Karte)                                 | 1912 | Zurückhaltend gegliederter Putzbau mit ausschwingenden Erkern, zwei Dacherkergiebel von Bedeutung für das Straßenbild, original erhaltenes, prächtig ausgestattetes Treppenhaus, baugeschichtlich von Bedeutung | 09202431 |
|                                         | Mietshaus in geschlossener Bebauung mit Vorgarten | Zeißstraße 23 (Karte)                                 | 1913 | Einfacher Putzbau, Teil eines geschlossen erhaltenen Straßenzuges, städtebaulich von Bedeutung | 09247742 |
|                                         | Mietshaus in geschlossener Bebauung mit Vorgarten | Zeißstraße 24 (Karte)                                 | 1912 | Schlichte Putzfassade, zwei Dacherker mit straßenbildprägenden Giebeln, originale Treppenhausausstattung mit Wandkacheln und Deckenspiegel, baugeschichtlich von Bedeutung | 09202178 |
|                                         | Mietshaus in geschlossener Bebauung mit Vorgarten | Zeißstraße 26 (Karte)                                 | Bezeichnet mit 1912 | Reich gestalteter Putzbau mit aufwendigen Porphyrfenster- und -türgewänden, originaler Erhaltungszustand, baugeschichtlich von Bedeutung | 09202129 |
|                                         | Mietshaus in geschlossener Bebauung in Ecklage | Zeißstraße 27 (Karte)                                 | 1922 | Gut erhaltener Putzbau in städtebaulich prägnanter Lage, interessante Gliederungselemente in rotem Porphyr, expressionistisches Putzornament im Erdgeschoss, baugeschichtlich von Bedeutung | 09209718 |
|                                         | Mietshaus in geschlossener Bebauung mit Vorgarten | Zeißstraße 28 (Karte)                                 | 1912 | Fein gegliederter Putzbau mit original erhaltenen Baudetails, baugeschichtlich von Bedeutung | 09202118 |
| Direkt Bild zu diesem Denkmal hochladen | Mietshaus in geschlossener Bebauung in Ecklage mit Vorgarten und Einfriedung | Zeißstraße 29 (Karte)                                 | 1927 | Gut erhaltener zeittypischer Putzbau in städtebaulich prägnanter Lage, baugeschichtlich und stadtentwicklungsgeschichtlich vom Bedeutung | 09307173 |
|                                         | Mietshaus in geschlossener Bebauung, mit Einfriedung und Vorgarten | Zeißstraße 31 (Karte)                                 | Um 1930 | Einfacher Putzbau, von Bedeutung für das Straßenbild auf Grund der auskragenden Erdgeschoss-Ladenzone, diese gestalterisch sehr ausgewogen, originaler Erhaltungszustand, baugeschichtlich von Bedeutung | 09209712 |
|                                         | Mietshaus in geschlossener Bebauung | Zeißstraße 34 (Karte)                                 | 1914 | Schlichter Putzbau mit original erhaltener Eingangsgestaltung (Stuck, Wandkacheln), baugeschichtlich von Bedeutung | 09209710 |
|                                         | Mietshaus in geschlossener Bebauung, mit Vorgarten und Einfriedung | Zeißstraße 35 (Karte)                                 | 1925 | Putzbau mit einer sehr ausgewogenen, schlichten Fassadengliederung, zwei straßenbildprägende Erker mit geometrisch-expressivem Putzornament und interessanter Fenstergestaltung, weitestgehend original, baugeschichtlich von Bedeutung | 09209707 |
|                                         | Mietshaus in geschlossener Bebauung mit Vorgarten | Zeißstraße 36 (Karte)                                 | 1914 | Qualitätvoller Etagenwohnbau mit bemerkenswerter Gestaltung des Eingangsbereiches (Malereien), in gutem Zustand, baugeschichtlich von Bedeutung | 09202469 |
|                                         | Mietshaus in geschlossener Bebauung mit Vorgarten | Zeißstraße 38 (Karte)                                 | 1914 | Qualitätvoller Etagenwohnbau mit anspruchsvoll gestaltetem Eingangsbereich, weitestgehend original, baugeschichtlich von Bedeutung | 09202468 |
|                                         | Mietshaus in geschlossener Bebauung mit Vorgarten | Zeißstraße 40 (Karte)                                 | 1914 | Qualitätvoller Putzbau mit markanter, geschossübergreifender Pilastergliederung, gestalterische Einheit mit Nr. 42, baugeschichtlich von Bedeutung | 09202472 |
|                                         | Mietshaus in geschlossener Bebauung mit Vorgarten | Zeißstraße 42 (Karte)                                 | 1914 | Qualitätvoller Putzbau mit markanter, geschossübergreifender Pilastergliederung, gestalterische Einheit mit Nr. 40, baugeschichtlich von Bedeutung | 09202471 |
|                                         | Mietshaus (mit drei Eingängen) in offener Bebauung, mit Vorgarten und Einfriedung | Zeißstraße 69, 71, 73 (Karte)                         | 2. Hälfte 1920er Jahre | Schlichter zeittypischer, traditionalistischer Wohnbau mit qualitätvollen expressionistischen Details, in gutem Zustand, baugeschichtlich von Bedeutung | 09202473 |
|                                         | Mietshaus in offener Bebauung mit Vorgarten | Zeißstraße 72 (Karte)                                 | 2. Hälfte 1920er Jahre | Einfacher traditionalistischer Wohnbau, expressionistische Formanklänge, bildet eine Einheit mit Nr. 74, weitestgehend original, baugeschichtlich von Bedeutung | 09202474 |
|                                         | Mietshaus in offener Bebauung mit Vorgarten | Zeißstraße 74 (Karte)                                 | 2. Hälfte 1920er Jahre | Einfacher traditionalistischer Wohnbau, expressionistische Formanklänge, bildet eine Einheit mit Nr. 72, weitestgehend original, baugeschichtlich von Bedeutung | 09202475 |
| Weitere Bilder                          | Wohnhaus (mit drei Eingängen) in offener Bebauung mit Vorgarten | Zeißstraße 81, 83, 83a (Karte)                        | Um 1935 | Traditioneller Putzbau mit repräsentativer Eingangsgestaltung am mittleren Gebäudeteil, baugeschichtlich von Bedeutung | 09206001 |
| Weitere Bilder                          | Mietshaus in offener Bebauung mit Vorgarten | Zeißstraße 100 (Karte)                                | Um 1905 | Zeittypischer gründerzeitlicher Putzbau mit qualitätvoller Porphyrgliederung, im Innern schönes Treppenhaus, baugeschichtlich von Bedeutung | 09244675 |

## Ehemalige Denkmäler
| Bild                                    | Bezeichnung                                                                       | Lage                            | Datierung                                                             | Beschreibung | ID       |
| --------------------------------------- | --------------------------------------------------------------------------------- | ------------------------------- | --------------------------------------------------------------------- | --- | -------- |
| Direkt Bild zu diesem Denkmal hochladen | Schlachthof und Markthalle                                                        | Dresdner Straße 45 (Karte)      | 1883                                                                  | Abgerissen zwischen 2001 und 2006, Streichung aus der Denkmalliste vor 2010 |          |
| Weitere Bilder                          | Umladehalle und Dienstgebäude des Rangier- und Güterbahnhofs Chemnitz-Hilbersdorf | Emilienstraße (Karte)           | 1896–1902 (Bau des Rangierbahnhofs); 1933–34 (Neubau der Umladehalle) | Technikgeschichtlich von Bedeutung, die durch ihre Dimension beeindruckende Halle bildet das Herz des historischen Rangierbahnhofs und damit des Güterumschlags im »Eisenbahnknoten Chemnitz«, die Stahlkonstruktion der Halle ist weitestgehend original erhalten. Anfang 2018 abgerissen. | 09205025 |
| Direkt Bild zu diesem Denkmal hochladen | Wohnhaus                                                                          | Florastraße 27 (Karte)          |                                                                       | Abgerissen zwischen 2001 und 2006, Streichung aus der Denkmalliste vor 2010 |          |
| Direkt Bild zu diesem Denkmal hochladen | Wohnhaus                                                                          | Frankenberger Straße 56 (Karte) |                                                                       | Abgerissen zwischen 2006 und 2009, ehemals Eigentum der GGG, Streichung aus der Denkmalliste vor 2010 |          |
| Direkt Bild zu diesem Denkmal hochladen | Wohnhaus                                                                          | Frankenberger Straße 58 (Karte) |                                                                       | Abgerissen zwischen 2006 und 2009, ehemals Eigentum der GGG, Streichung aus der Denkmalliste vor 2010 |          |
| Direkt Bild zu diesem Denkmal hochladen | Mietshaus                                                                         | Hainstraße 127 (Karte)          |                                                                       | Abgerissen zwischen 2001 und 2006, Streichung aus der Denkmalliste vor 2010 |          |
| Direkt Bild zu diesem Denkmal hochladen | Mietshaus                                                                         | Hainstraße 137 (Karte)          |                                                                       | Abgerissen zwischen 2001 und 2006, Streichung aus der Denkmalliste vor 2010 |          |
| Direkt Bild zu diesem Denkmal hochladen | Mietshaus                                                                         | Klarastraße 17 (Karte)          |                                                                       | Abgerissen vor 2001, Streichung aus der Denkmalliste vor 2010 |          |
| Direkt Bild zu diesem Denkmal hochladen | Mietshaus                                                                         | Palmstraße 1 (Karte)            |                                                                       | Abgerissen zwischen 2001 und 2006, Streichung aus der Denkmalliste 2010 |          |

## Tabellenlegende
- Bild: Bild des Kulturdenkmals, ggf. zusätzlich mit einem Link zu weiteren Fotos des Kulturdenkmals im Medienarchiv Wikimedia Commons. Wenn man auf das Kamerasymbol klickt, können Fotos zu Kulturdenkmalen aus dieser Liste hochgeladen werden:
- Bezeichnung: Denkmalgeschützte Objekte und ggf. Bauwerksname des Kulturdenkmals
- Lage: Straßenname und Hausnummer oder Flurstücknummer des Kulturdenkmals. Die Grundsortierung der Liste erfolgt nach dieser Adresse. Der Link (Karte) führt zu verschiedenen Kartendiensten mit der Position des Kulturdenkmals. Fehlt dieser Link, wurden die Koordinaten noch nicht eingetragen. Sind diese bekannt, können sie über ein Tool mit einer Kartenansicht einfach nachgetragen werden. In dieser Kartenansicht sind Kulturdenkmale ohne Koordinaten mit einem roten bzw. orangen Marker dargestellt und können durch Verschieben auf die richtige Position in der Karte mit Koordinaten versehen werden. Kulturdenkmale ohne Bild sind an einem blauen bzw. roten Marker erkennbar.
- Datierung: Baubeginn, Fertigstellung, Datum der Erstnennung oder grobe zeitliche Einordnung entsprechend des Eintrags in der sächsischen Denkmaldatenbank
- Beschreibung: Kurzcharakteristik des Kulturdenkmals entsprechend des Eintrags in der sächsischen Denkmaldatenbank, ggf. ergänzt durch die dort nur selten veröffentlichten Erfassungstexte oder zusätzliche Informationen
- ID: Vom Landesamt für Denkmalpflege Sachsen vergebene, das Kulturdenkmal eindeutig identifizierende Objekt-Nummer. Der Link führt zum PDF-Denkmaldokument des Landesamtes für Denkmalpflege Sachsen. Bei ehemaligen Kulturdenkmalen können die Objektnummern unbekannt sein und deshalb fehlen bzw. die Links von aus der Datenbank entfernten Objektnummern ins Leere führen. Ein ggf. vorhandenes Icon  führt zu den Angaben des Kulturdenkmals bei Wikidata.